# Âge des Vikings
Pour un article plus général, voir Histoire de la Scandinavie.

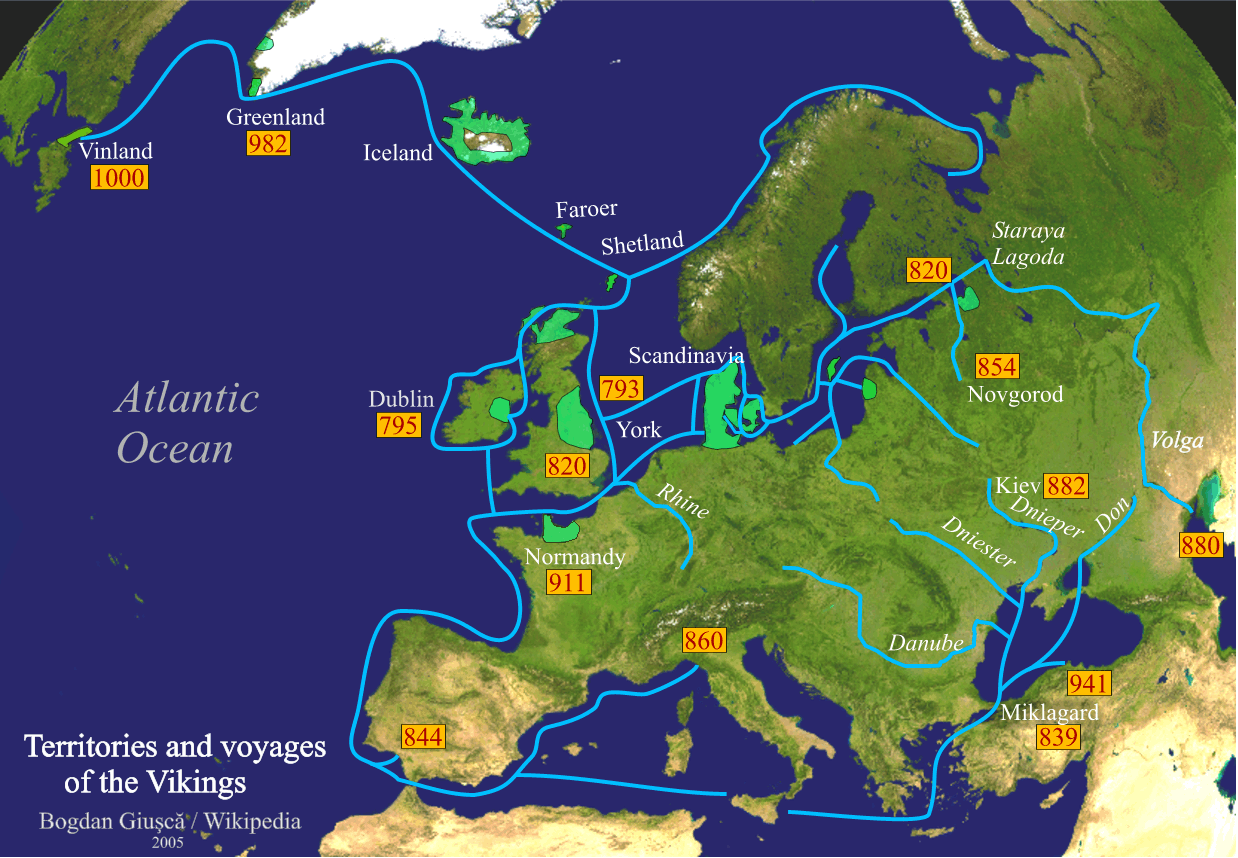
L'expansion territoriale scandinave (en vert) et leurs raids (en bleu) pendant l'âge des Vikings.

L'historiographie traditionnelle appelle âge des Vikings ou ère viking la période qui va de 793 à 1066 de notre ère, et 
suit donc immédiatement l'âge de Vendel. Pendant cette période, le territoire des Vikings s'étend considérablement, guerriers et marchands scandinaves  lancent des raids,  d'abord côtiers, vers des monastères chrétiens, puis atteignent l'intérieur des terres en remontant les fleuves. Les raids et pillages atteignent non seulement une grande partie de l'Europe, des territoires russes à la Méditerranée, mais aussi le nord de l'Afrique et le nord-est de l'Amérique du Nord. Parmi les suites européennes durables de cette expansion, on compte, outre les conflits guerriers, une expansion des routes d'échanges commerciaux et culturels, et le développement de la féodalité .

## Histoire

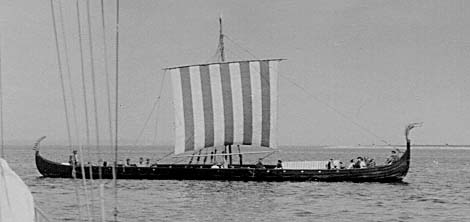
Reconstitution d'un drakkar. Photographie de 1969, à Barsø.

C'est en 787 que la chronique anglo-saxonne porte la première mention d'un raid viking : est alors tué un officier anglais qui, prenant les commerçants normands pour des marchands, voulait leur faire payer des taxes. Mais c'était sans doute là une incursion ponctuelle. Quelques années plus tard, commencent les raids dans les îles britanniques : la même chronique mentionne le pillage, le 8 juin 793, du grand monastère de Lindisfarne
.
Cet effet de source dans l'historiographie masque l'archéologie viking qui met en évidence que si l'on entend par phénomène viking des raids par la mer de peuples germaniques de Scandinavie, il commence à la fin du IIe siècle à l'âge du fer romain (en), correspondant selon la terminologie archéologique à la période VIII de Montelius,. De plus, des sources écrites mentionnent des attaques vikings avant 793 : Grégoire de Tours note dans son Decem Libri Historiarum l'attaque menée entre 512 et 520 par le roi danois Chlochilaïc en Austrasie.
Les découvertes archéologiques confortent l'idée que les Scandinaves mènent davantage de raids dès le début du VIIIe siècle d'abord sur les territoires de l'est comme par exemple à Salme où deux navires (en) sont découverts en 2008 et 2010. Les hommes qui les naviguaient étaient probablement Suiones et étaient équipés d'armes. Le contexte laisse supposer qu'il ne s'agissait initialement pas d'un raid et laisse entrevoir un équipage qui s'est adapté en fonction des circonstances tout comme cela semble être le cas dans le raid ultérieur de Portland en 878.
Les premiers raids s'effectuent durant la belle saison et ciblent des proies faciles tels que des abbayes insulaires ou côtières. Les années 794 et 795 furent marquées, d'après les annales d'Ulster, par d'importants raids vikings sur les côtes septentrionales de l'Irlande, et notamment sur l'île d'Iona.
La fin des raids vikings en Angleterre est traditionnellement datée par la tentative ratée d'invasion du pays par Harald III de Norvège, qui fut battu par le roi saxon Harold Godwinson à la bataille de Stamford Bridge en 1066, puis par un descendant viking, Guillaume le Conquérant. En Irlande, elle prit fin avec la prise de la ville viking de Dublin par Strongbow et ses troupes hiberno-normandes en 1171.
En Écosse enfin, ce fut la défaite du roi Håkon IV de Norvège par les troupes royales d'Alexandre III d'Écosse à la bataille de Largs.
Dans les pays scandinaves, la fin de l'ère viking est généralement datée par l'établissement d'une véritable autorité royale et l'établissement du christianisme.

### Causes du phénomène d'expansion

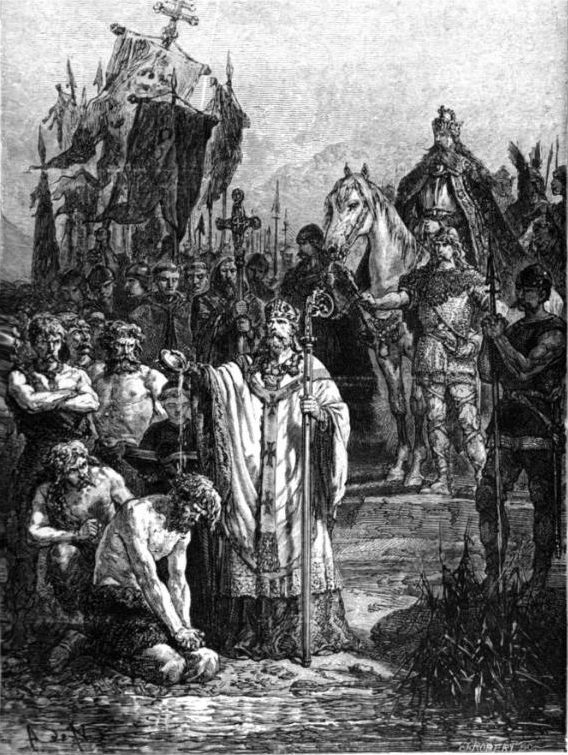
Charlemagne impose par la force le baptême aux Saxons.

Les écrits norrois de cette époque se bornant à quelques épitaphes runiques, l’analyse des historiens se fonde essentiellement sur les témoignages des victimes, souvent largement postérieurs aux événements, influencés et déformés. L’archéologie apporte cependant des éclaircissements déterminants.
On peut opposer aux thèses classiques mettant en avant des causes démographiques, la situation intérieure en Scandinavie ou une expansion initiale à base commerciale. Une thèse récente met l'accent sur un réel affrontement religieux.

#### Expansion démographique
Un réchauffement climatique autour du Xe siècle aurait amplifié les raids vikings. Cela aurait entraîné la croissance des productions agricoles et, par conséquent, une hausse démographique. Les raids vikings auraient été un moyen de réponse à une expansion démographique. Les historiens pensent que cet argument concerne au plus l'ouest de la Norvège. Au contraire, pour l’historien François Neveux, « on peut affirmer que l’argument de la surpopulation est aujourd’hui largement discrédité par les découvertes archéologiques ». L'archéologie rurale scandinave a révélé que les terres cultivées étaient moins étendues à l'époque viking qu'au début de notre ère. On pourrait en déduire que la surpopulation ne semble donc pas avoir affecté la Scandinavie au VIIIe ou IXe siècle, mais il s'agirait d'une conclusion rapide : pour réduire la pression démographique, les Scandinaves pourraient avoir préféré conquérir des meilleures terres dans le sud plutôt que défricher des terres ingrates, gelées six mois par an. Mais le réchauffement climatique n’explique pas à lui seul les raids vikings puisqu'il ne commence qu’aux environs du Xe siècle et les premiers raids datent du VIIIe siècle.

#### Guerres intestines en Scandinavie
Les raids vikings commencent au VIIIe siècle. La Scandinavie est alors constituée de vingt-neuf petits royaumes. La volonté d’établir des grands royaumes centralisateurs dans les pays scandinaves n'apparaît qu'avec la christianisation. Des princes convertis au christianisme bénéficient d'alliances chrétiennes pour accéder au pouvoir.
Au IXe siècle, le Danemark et dans une moindre mesure la Norvège connaissent de nombreux conflits internes liés à l'opposition entre les jarls (comtes ou ducs, parfois souverains) et aux crises de succession. Le roi des Danois peine à s'imposer aux différents clans et à sa famille même. Les raids en Europe financeraient les guerres entre aristocrates et augmenteraient le prestige des candidats au pouvoir.

#### Piste commerciale
Les Scandinaves commerçaient au moins depuis l’époque romaine ; ils avaient coutume de s’installer à la belle saison dans des vicus et ils connaissaient donc parfaitement le reste de l’Europe. Au VIIe siècle, les Arabes perturbent le commerce en Méditerranée. En Europe, cela entraîne la réorientation du commerce vers l'aire de la mer du Nord. Les marchands occidentaux trouvent en Scandinavie des fourrures, du bois, de l'ambre et de l'ivoire et échangent avec les Scandinaves du vin, de l'argent et des armes. Les comptoirs de Birka en Suède, de Hedeby et de Ribe sur les côtes du Jutland se développent. Les Scandinaves qui acceptent la « prima signatio » (petit baptême chrétien) sont autorisés à commercer comme par le passé. Leurs comptoirs commerciaux auraient également servi à « faire du renseignement » pour les futurs raids : selon l'historien Stéphane Lebecq, « le commerce a pavé la voie aux raids vikings ».
Charlemagne a tenté à maintes reprises des offensives contre le Danemark, sans résultat. Il provoqua une réaction et c’est sous son règne qu’eurent lieu les premiers raids vikings. L'Empire franc était très puissant et a pu résister aux attaques vikings. L’Empire carolingien entame un long déclin après la mort de Charlemagne : il est mal défendu et souvent en proie à des guerres internes. Les Vikings profitent alors des faiblesses de ce vaste empire. Commerçants, certains Scandinaves se transforment occasionnellement en pillards.

#### Réaction à la conquête franque de la Saxe et à la christianisation
Pour certains, le phénomène viking serait une « légitime » réaction à la christianisation de la Saxe par Charlemagne.
L’écrivain Rudolf Simek avance que « Ce n’est pas un hasard si le début de l'activité viking s'est produit sous le règne de Charlemagne […] La montée du christianisme constituait une menace en soi ».

« Ce n’est pas un hasard si le début de l’activité viking s’est produit sous le règne de Charlemagne. La menace militaire franque, soumission des Frisons et des Saxons, à la frontière du Danemark, aurait provoqué un changement soudain de l’attitude des Scandinaves […] La montée du christianisme constituait une menace en soi. Bien que les monastères aient été intéressants à piller et mal gardés, si l'on considère cette hypothèse il apparaît clair que le premier raid « officiel » viking se soit porté sur l’île de Lindisfarne, et qu’il ait visé un monastère (bien que l'attrait d'un butin mal protégé soit à envisager), protagoniste sans défense de la nouvelle foi, qui constituait une menace politique et idéologique pour la Scandinavie. »

Toutefois, cette théorie ne permet pas d'expliquer pourquoi les attaques Vikings ont commencé puis se sont concentrées sur les îles Britanniques, qui n’étaient en rien concernées par la « vengeance » saxonne, n'arrivant en terres Carolingiennes que bien plus tard, alors que l'Empire était très affaibli par ses divisions internes (Traité de Verdun notamment).
Il s'agirait pour certains « d'une haine de religion des Vikings envers les Chrétiens », ce qui expliquerait selon les partisans de cette théorie que ce soient principalement les églises, les cloîtres et les autres édifices sacrés avec leurs habitants les nonnes, les moines et les prêtres qui furent l'objet de pillages et de massacres en règle. Les Vikings agissaient ainsi dans leurs raids, non contents de voler les biens de l'Église, « ils piétinaient et s'acharnaient sur les reliques sacrées, insultaient et outrageaient, mus par une véritable haine à l'encontre de la religion chrétienne »,,.
Toutefois, il faut remarquer que les églises et abbayes étaient des cibles particulièrement faciles, puisque non défendues, et permettaient de dégager un butin relativement intéressant avec peu de risques. Le comportement des Vikings vis-a-vis de temples construits pour une divinité qu'ils ne vénèrent pas n'est en cela pas différent de ce que l'on retrouve chez la plupart des envahisseurs, depuis la haute antiquité (pillage des temples égyptiens) jusqu’à nos jours (destructions de reliques antiques par des islamistes).
Quelques écrivains et des historiens avancent cependant l'argument religieux parmi les raisons possibles des pillages opérés par les Vikings. On retrouve des traces de cet argument chez Olaf Olsen, Pierre Barthélemy, Élisabeth Deniaux, Claude Lorren, Pierre Bauduin, Thomas Jarry, Lucien Musset, François-Xavier Dillmann ou encore Michel Rouche et Pierre Miquel.
Montesquieu également avait son avis sur ce sujet ; il écrit dans De l'esprit des lois, « Ils [Les Vikings] attribuoient aux ecclésiastiques la destruction de leurs idoles, et toutes les violences de Charlemagne, qui les avaient obligés les uns après les autres à se réfugier dans le nord. C’étaient des haines que quarante ou cinquante années n’avaient pu leur faire oublier ».
Un autre facteur serait la destruction de la flotte frisonne par Charlemagne vers 785, qui interrompit le flux de nombreux commerces de biens avec l'Europe centrale vers la Scandinavie et contraint les Vikings à prendre en charge leur transport.

### Phases
L'historiographie place traditionnellement en 793, année du saccage de l'abbaye de Lindisfarne en Angleterre, le début des invasions vikings. En réalité, des Norvégiens avaient déjà sévi quelques années plus tôt en 789 sur la côte méridionale de l'Angleterre et Grégoire de Tours mentionne dans son Decem Libri Historiarum l'attaque menée entre 512 et 520 par le roi danois Chlochilaïc en Austrasie. Mais l'épisode tragique de Lindisfarne a tellement frappé les contemporains que les historiens continuent à le présenter comme le premier événement de l'âge viking.
Suivant une périodisation formulée par l'historien danois Johannes Steenstrup (1844-1935), l'historien Lucien Musset repère deux grandes phases d'invasions : la première entre 790 et 930 et la seconde entre 980 et 1030. Entre les deux périodes, l'Europe connut quelques dizaines d'années d'accalmie. Musset subdivise ensuite la première phase en trois mais cette partition n'est pertinente que pour les Danois envahissant la France :
- entre 800 et 850, les Vikings se contentent de piller les monastères ;
- entre 850 et 900, les Vikings découvrent la faiblesse des défenses franques et organisent de véritables opérations militaires depuis des îles situées sur les fleuves francs ; ils procèdent de plus en plus par intimidation. Les populations s'en débarrassent temporairement en leur versant un tribut (le danegeld) ;
- de 900 à 950, c’est le temps de la colonisation : les Francs incapables de mettre fin aux invasions par la force autorisent les Vikings à s’installer sur leurs terres.

Et Pierre Bauduin de préciser : « si ce schéma offre un cadre de lecture au mouvement viking, il ne correspond pas à un plan préétabli et les étapes en ont été franchies à des dates différentes selon les régions ».
Régis Boyer propose une autre périodisation qui reprend partiellement celle de Musset. Il distingue trois « vagues » d'invasions :
- entre 800 et 850, les Vikings procèdent par tâtonnement et testent leurs adversaires ;
- entre 850 et 900, sûrs de leur force, ils exploitent les territoires envahis, voire les conquièrent ;
- entre 980 et 1050, après une phase d'accalmie qui a vu l'installation des Vikings en différentes régions (Angleterre, Normandie, Groenland…), des Scandinaves repartent sur les mers, dernier soubresaut des invasions. Il s'agit surtout de Danois qui s'attaquent à la Grande-Bretagne, et dans une moindre mesure, de Suédois qui se mettent en route pour l'Asie musulmane.

### Fin de l'âge des Vikings
On date la fin du phénomène viking vers le milieu du XIe siècle. Parmi les hypothèses, on retient la conversion au christianisme, qui a entraîné la fin du commerce (et du rapt lors des raids) des esclaves et instauré une Église hostile aux raids, la concurrence commerciale des Frisons, l’unification des peuples scandinaves sous la direction de rois (dont l’intérêt n’était plus d’organiser des expéditions de pillage à l’étranger) et une meilleure organisation de la défense chez les victimes (multiplication des châteaux forts), avec des États forts et organisés parfois même apparus en réponse aux Vikings (c’est le cas de la France, de la Grande-Bretagne, de la Russie et de l’Irlande).
Le roi de Francie occidentale Charles III, désireux de mettre fin aux pillages incessants, a accordé le territoire de Normandie par le traité de Saint-Clair-sur-Epte au chef Viking Rollon (son nom désignant « la terre des hommes du Nord »), ce qui les a également dissuadés de poursuivre leurs assauts contre ce pays.
Le goût des expéditions persista chez les Norvégiens et certains historiens considèrent le pèlerinage du roi de Norvège Sigurd Jorsalafare en Terre sainte (1108-1111) comme une expédition viking (Croisade norvégienne).
Dans les Îles britanniques, les raids norvégiens continuèrent après le XIe. Le roi de Norvège Magnus Barfot est tué en 1103 lors d'une expédition dans l'Ulster (Irlande). Entre 1151 et 1153, le roi de Norvège Eystein Haraldsson effectue une campagne de pillage des côtes orientales de l'Écosse et de l'Angleterre. En 1171, Askulf Mac Torkil, dernier roi scandinave de Dublin, est tué en voulant reconquérir son royaume, conquis par les forces anglo-normandes. Au XIIIe, le roi de Norvège Haakon Haakonsson lança les dernières expéditions scandinaves en Écosse ; il meurt en 1263 dans les Orcades.
Un autre facteur entre en compte dans la fin de l'âge des Vikings. Le développement de l'écrit, de la législation royale et de la fiscalité royale réduisent progressivement les intérêts des raids en remplaçant notamment les richesses générées par les butins. Les innovations économiques qui traversent les royaumes de Scandinavie sont liées à cette innovation. Ces éléments provoquent des reconfigurations militaires et administratives qui réduisent également les pouvoirs des chefs locaux et donc leur capacité à lever des flottes pour mener des raids.

## Expansion géographique et raids vikings
Les Vikings ayant envahi l'Europe occidentale venaient principalement du Danemark, de Norvège et de Suède. Après avoir mené de nombreux raids sur l'Europe, et en particulier la Grande-Bretagne et l'Empire carolingien, ils ont colonisé de nombreuses contrées telles que la Normandie, les îles Féroé, l'Islande, le Groenland et brièvement une partie de l'Amérique du Nord.
L'Empire carolingien fut particulièrement touché par ces attaques, les Vikings remontant la Seine sur leurs navires (dont le nom de l'époque est langskip soit « long navire », et non drakkar qui est un terme créé en France au XIXe siècle). Ces raids se succédèrent jusqu'à ce que le roi Charles le Simple décide, en 911, de nommer le chef viking Rollon, d'origine danoise ou norvégienne, duc héréditaire de ce qui deviendra la Normandie, étymologiquement le « pays (-ie) des hommes (-man-) du Nord (Nor-...-d-) ». En échange, il obtint de lui un serment de fidélité, sa conversion au christianisme et la promesse de défendre le Nord du royaume contre les incursions des autres groupes vikings. Quelques générations plus tard, les descendants vikings, complètement intégrés au peuple gallo-franc local, ayant adapté leur langue et leur culture, se lancèrent sous l'égide du duc d'alors, Guillaume II de Normandie, à la conquête de l'Angleterre, où ils formèrent une aristocratie francophone qui influença grandement l'évolution culturelle et linguistique de ce pays insulaire.
À l'Est, des Vikings d'origine danoise et surtout suédoise écumèrent le réseau fluvial de l'actuelle Russie, commerçant avec les peuples slaves locaux, qu'ils pillent aussi. Nommés Varègues ou Rus, ces Scandinaves fondèrent de nombreuses villes le long de la Volga, et y formèrent peu à peu des principautés indépendantes, comme le prince Riourik à Novgorod, qui formèrent le berceau de la future principauté de Kiev et, rétrospectivement, de la nation russe. Ces États rus persistèrent jusqu'à l'invasion mongole de 1240.
Certains de ces Vikings continuèrent jusqu'à la mer Noire et Constantinople et mirent en place d'importants liens commerciaux avec l'empire byzantin à travers la Volga.

### Aires géographiques

Arctique, 2000

Expansion viking du. NB : La coloration jaune du sud de l'Angleterre et de l'Italie résulte d'une confusion Vikings / Normands de Normandie

L'origine géographique des Vikings semble déterminer la direction de leur expansion. Les Varègues (Suédois) se seraient dirigés vers l'est, autour de la Baltique et en Russie. Les « Norvégiens » auraient concentré leur raids sur les îles Britanniques tandis que les Danois se seraient répandus autour de la Mer du Nord, de la Manche et sur les côtes atlantiques de la France. Toutefois, toute tentative de sectorisation trop rigoureuse serait à bannir. Les bandes vikings mêlent parfois Danois et Norvégiens et certaines régions comme l'Irlande ou l'Angleterre sont disputées entre ces deux peuples. On voit aussi le futur Harald III de Norvège et les autres survivants de la Bataille de Stiklestad s'exiler à Kiev puis Constantinople où ils constituent la garde varègue.

#### Vers l'est: Varègues
Les Vikings originaires de l’actuelle Suède, bientôt nommés « Varègues », étendent leur domination à l’Est de la Mer Baltique. Les premières traces archéologiques vikings montrent des établissements dès 730-750 autour de Staraïa Ladoga puis à Rostov, où ils fondent une forteresse gardant la route commerciale de la Volga, enfin autour de Novgorod vers 820. Vivant du commerce, de la piraterie et du pillage et s’offrant comme mercenaires, ils écument le réseau fluvial et lacustre des futures Ukraine et Russie (avec leurs langskips à faible tirant d'eau), leur but étant d'atteindre Constantinople. Certains Varègues y parviennent, descendant le Dniepr puis traversant la mer Noire. La pierre runique de Berezan atteste l'existence de ces voyages. En 838, ils se présentent devant la capitale de l'Empire byzantin. Plus tard, l'empereur en recrute pour composer sa garde personnelle. D'autres Varègues empruntent une route plus longue : ils suivent la Volga, naviguent sur la mer Caspienne, passent par Bagdad pour rejoindre Constantinople. Dans les années 1040, une expédition varègue dirigée par Ingvar atteint même l’Afghanistan.
Les « Suédois » arrivent dans la future Russie comme mercenaires des tribus slaves et finnoises, éprouvant de graves difficultés pour s'unifier face aux tatars. Ils établissent plusieurs comptoirs et fondent une principauté autour de Novgorod, puis ils s'emparent de celle de Kiev. L'expansion ultérieure de cette principauté, à la lignée princière Varègue bien que devenue slave culturellement, et principale alliée au nord est de Constantinople forme la Rous' de Kiev.
De nombreuses controverses d'historiens patriotes, Russes, Ukrainiens et même occidentaux (Régis Boyer en France par exemple) tentent d'y voir l'embryon de la Russie impériale pourtant apparue au XVe siècle après la dislocation totale de la Rous' de Kiev en tribus indépendantes, des traditions tatares et slaves plus que nordiques puis les invasions mongoles durant trois siècles.

#### Vers l'ouest: Danois et Norvégiens
Les Danois organisent des expéditions massives, souvent sous le commandement de rois ou de chefs influents. Ils orientent leurs conquêtes et leurs pillages le long des côtes de la mer du Nord, de la Manche et de l'océan Atlantique. Leur raids commencent dès la fin du VIIIe siècle mais s'intensifient après la mort de Charlemagne (814) et la déliquescence de son empire.
Morcelée en multiples royaumes, l'Angleterre est particulièrement touchée. L’Humber et la Tamise constituaient des voies de pénétration privilégiées pour les navires vikings. Entre 875 et 879, les Danois battirent les souverains locaux du nord-est de l'Angleterre et fondèrent un royaume autour de York. Ce territoire s'agrandit aux dépens des rois anglo-saxons jusqu'à recouvrir la Northumbrie, l'Est-Anglie, les Cinq Bourgs (Stamford, Leicester, Derby, Nottingham et Lincoln) et les Midlands du Sud-Est. Alfred le Grand, roi du Wessex, arrêta cette expansion et reconnut en 886 le royaume viking qui prit progressivement le nom de Danelaw, « le pays sous la loi danoise ». En tant qu'État indépendant, le Danelaw survécut jusqu'en 954, assez longtemps pour que cette partie de l'Angleterre connut une imprégnation de la langue scandinave. La densité des toponymes en -by, -beck, -fell, -thwaite, -thorp et -toft l'atteste. Certains mots anglais d'emploi fréquent comme egg, law, booth ou husband sont issus du vieux norrois.
La Gaule présentait aussi une façade maritime très ouverte ; les Vikings empruntèrent régulièrement la Seine, la Loire, la Garonne et les petits fleuves côtiers. Les chroniques des monastères nous apprennent que la Seine charria des flottes scandinaves en 841, en 845, en 851, en 852 et en 856. Ensuite[Quand ?], les envahisseurs choisirent d'hiverner sur une île fluviale. Ils remontèrent la Garonne, atteignirent Toulouse en 844 et firent le siège de Bordeaux en 845. Paris fut assiégée en 845, 856-857, 861 et finalement en 885, ce dernier étant le plus documenté.
Les Vikings menant des expéditions sur le territoire de l'ancienne Gaule reçurent le nom de « Normands » avant de s’établir durablement dans la région qui porte aujourd’hui le nom de Normandie. Dans la Bretagne voisine, les envahisseurs trouvent un terrain favorable à leur expansion, dans un premier temps parce que le roi breton Erispoë ne dédaigne pas l'alliance des Vikings dans son combat contre les Francs, dans un second temps, parce que les guerres de succession à la tête de la Bretagne favorisent l'emploi de Scandinaves comme mercenaires puis leur installation. À partir de 919, les Vikings deviennent les maîtres de la Bretagne, plus précisément de la région autour de Nantes. Ces Normands de la Loire sont finalement chassés par Alain Barbetorte, petit-fils du dernier roi des Bretons, entre 936 et 939. La Bretagne a failli devenir une seconde Normandie.
Moins bien organisés que leurs voisins danois, les Vikings originaires des côtes occidentales de la Scandinavie (l’actuelle Norvège) formaient des groupes d'individus isolés qui s'attaquèrent à l'Occident dans un but de pillage mais aussi de colonisation. Ils recherchaient en effet des terres agro-pastorales. Leur aire d'expansion recouvre l’Écosse, l’Irlande, le nord-est de l'Angleterre ainsi que les petites îles plus septentrionales comme les îles Féroé, les Orcades, les Hébrides ou les Shetland. L'Irlande constituait une proie de premier choix pour les envahisseurs : riche de ses prestigieux monastères, l'île était divisée en sept « royaumes » qui ne cessaient de se faire la guerre. Vers 840, le Norvégien Turg[e]is (Þorgils) amorça la conquête du pays, conquête rendue difficile par l'intervention des Danois du Danelaw, preuve des rapports conflictuels qui pouvaient exister entre les Vikings. L'apport scandinave en Irlande est en tout cas indéniable puisqu'ils sont notamment à l'origine des villes de Wexford, Waterford, Cork et Limerick.
Des îles Britanniques, les Norvégiens se lancèrent à l'attaque des côtes occidentales de la Gaule et de la péninsule ibérique. D'autres gagnèrent l’Islande. Sur cette île proche du cercle polaire arctique, le but n'était pas de razzier mais bien de coloniser. Arrivés en 870, les premiers colons, des Norvégiens mais aussi des Irlandais et autres Celtes, construisent des fermes. Ils cultivent la terre, élèvent des ovins, des bovins ou des chevaux ou chassent les mammifères marins. L'historien Régis Boyer estime que c'est sur cette île isolée que s'exprima le « génie viking ». Les colons formèrent une société originale, dominée non pas par un roi ou un jarl mais par une assemblée, l'Althing. D'Islande, provient une précieuse partie de la littérature scandinave, au premier chef les sagas et les Eddas (poèmes).

#### Vers le sud: Sud de l'Europe, Afrique du Nord et Méditerranée
Remarquables navigateurs, les Vikings s'aventurèrent très loin de leur patrie en procédant par bonds. D'Angleterre ou de France, certains assaillirent la péninsule Ibérique. En 844, Séville et Cadix, alors aux mains Omeyyades de Cordoue, furent ravagées par une flotte remontant le Guadalquivir. Les Vikings pénétrèrent en Méditerranée par le détroit de Gibraltar. Lors de leur grand raid sur la Méditerranée de 859 à 861, ils s'établirent dans le delta du Rhône sur l'île dite la Camaria, la Camargue, hivernant pour passer en Italie. En 859-860, ils atteignirent le port de Luni près de Pise. Les Vikings s'attaquèrent aussi à l'Afrique du Nord et ravagèrent notamment l'émirat de Nekor sur la côte méditerranéenne du Maroc actuel. Les chroniqueurs musulmans médiévaux donneront aux Vikings le surnom de Majous (adorateurs du feu).

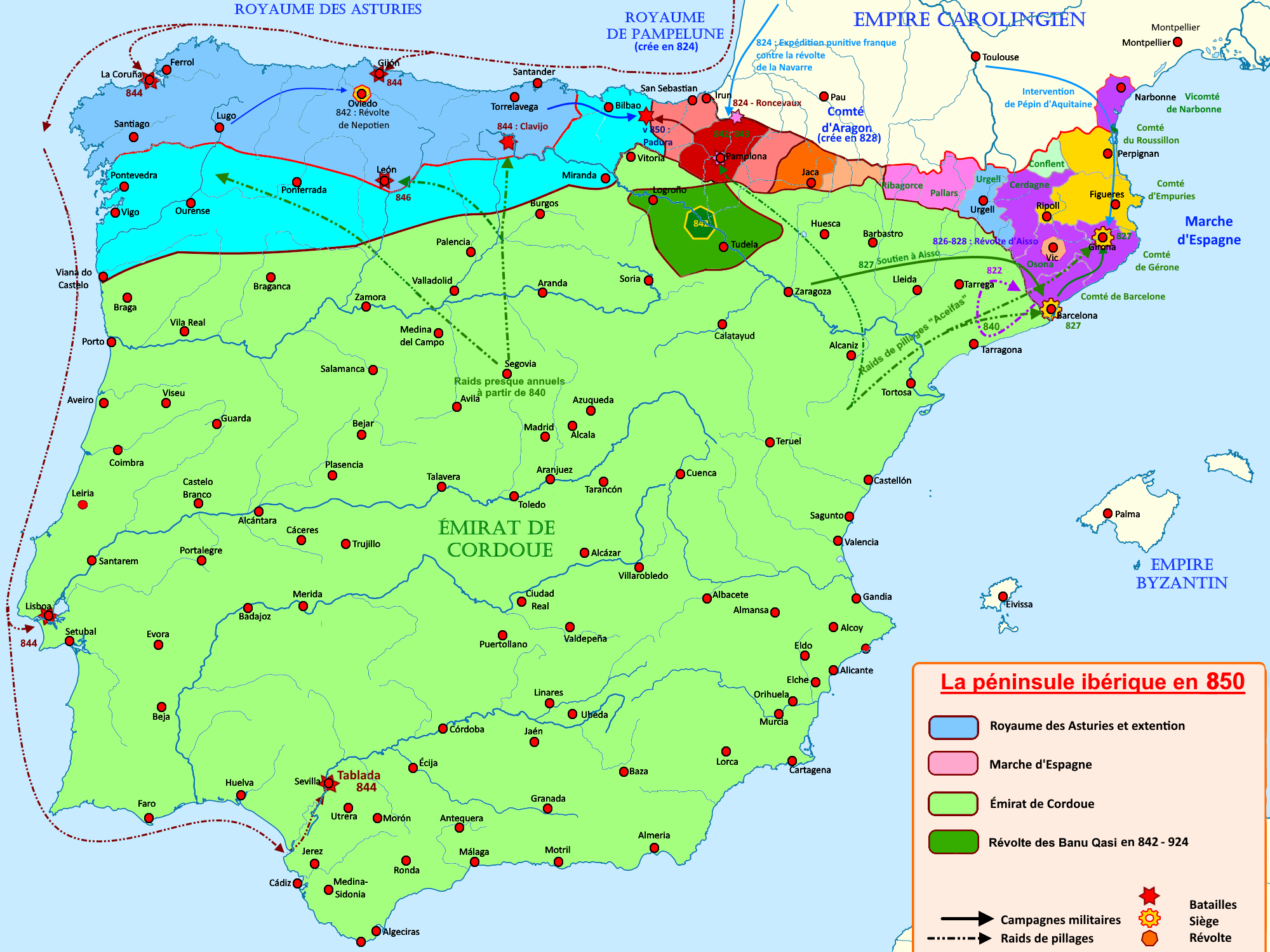
Carte des raids vikings sur la péninsule ibérique de 844 à 850
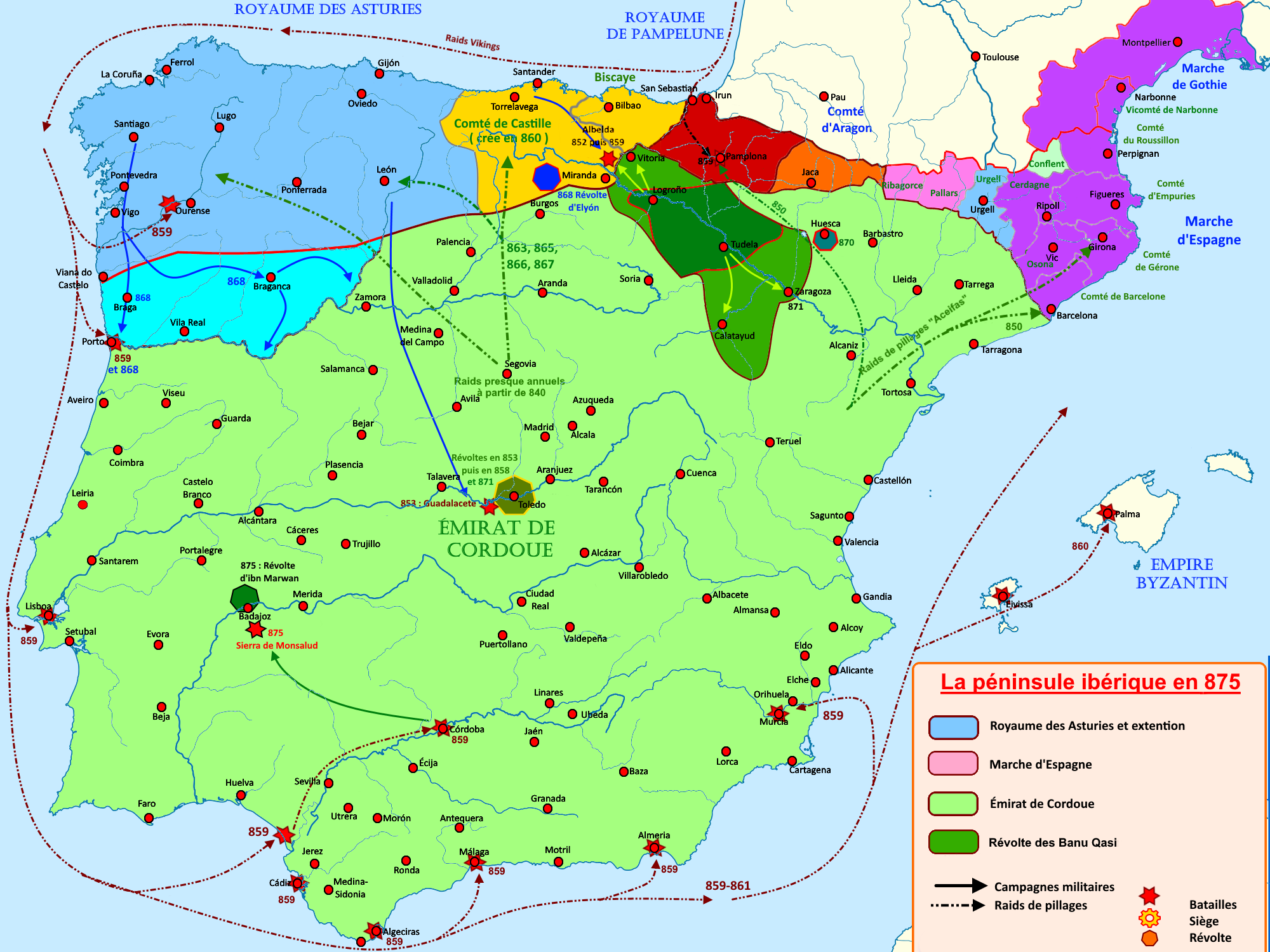
Carte des raids vikings sur la péninsule ibérique de 850 à 875
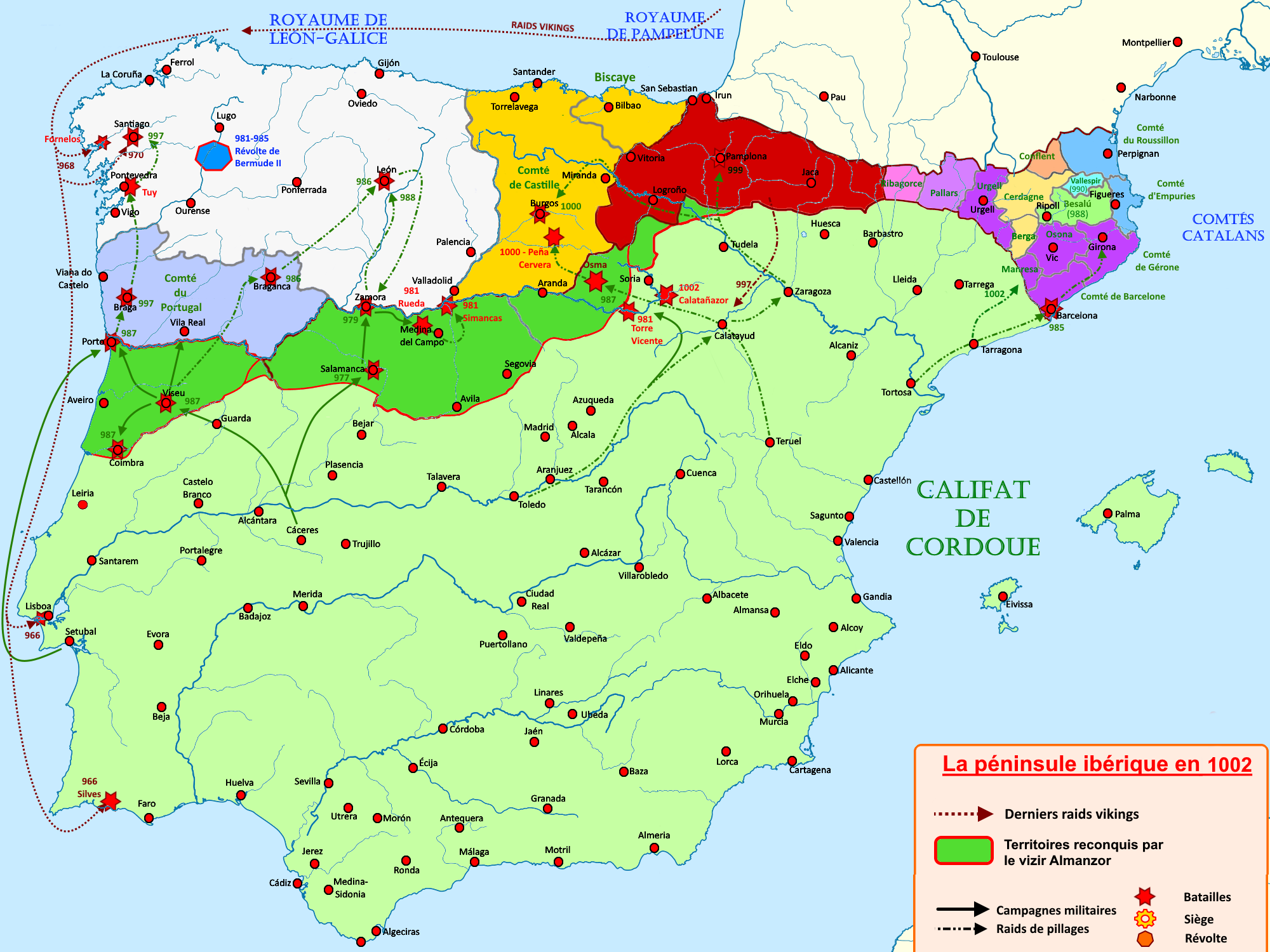
Derniers raids vikings 966-970

#### Outre-mer: Groenland et Amérique

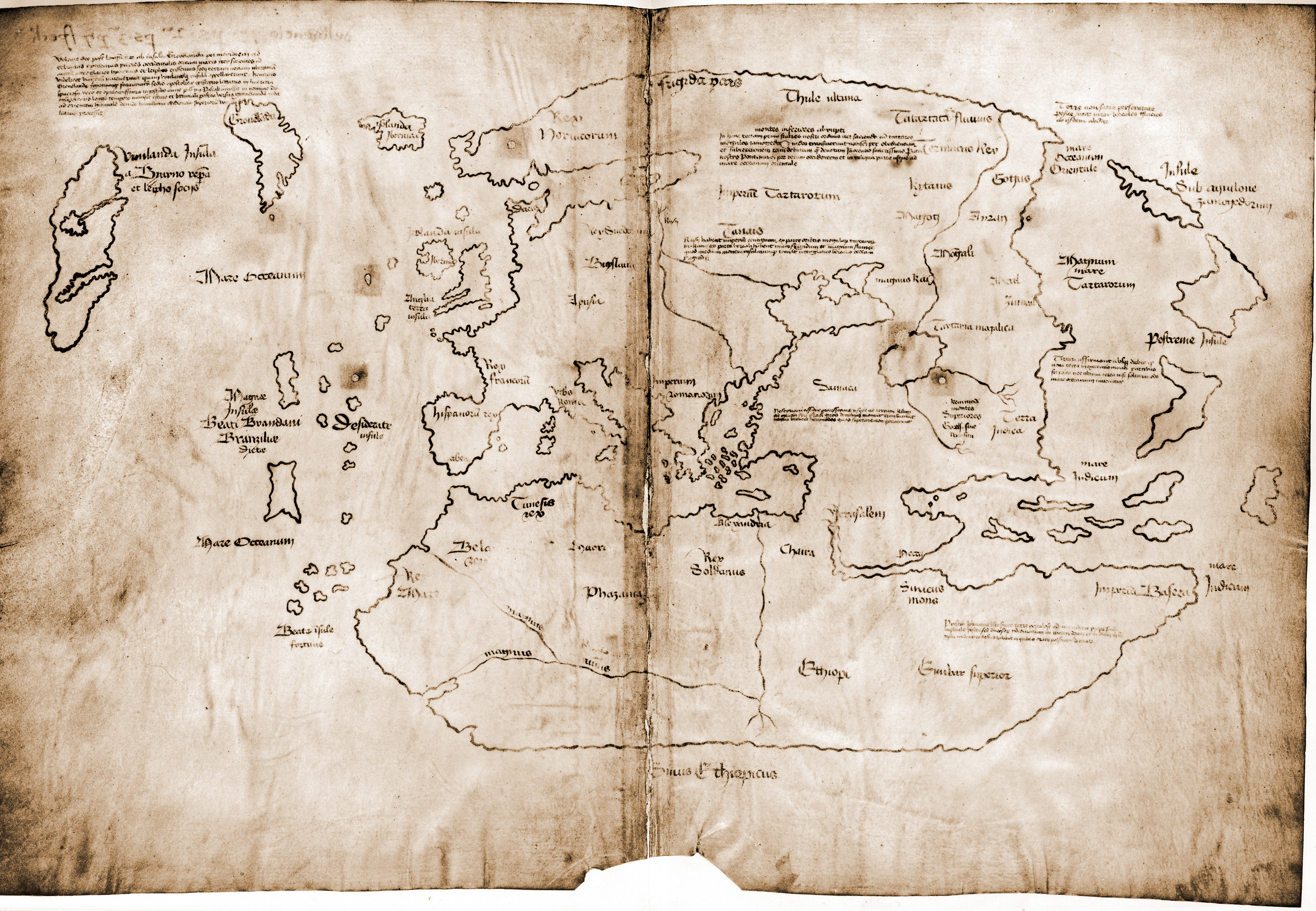
La carte du Vinland, document (peut-être un faux) censé dater du XVe siècle et être fondé sur un original du XIIIe siècle. Il donne les contours du Vinland, en plus des trois continents connus jusqu'alors. La carte rapporte les découvertes de voyages menés au XIe siècle. Quoique l'authenticité du document soit controversée, avec les travaux d'al-Idrissi en Sicile normande, les contributions nordiques à la connaissance géographique dépassent largement celles de l'Occident chrétien, qui s'en tiennent à perpétuer le schéma en T d'Isidore de Séville.

Selon le Livre des Islandais, des Vikings commandés par Erik le Rouge partirent en 982 ou 983 d'Islande et mirent le cap vers l'ouest. Après quelques jours de navigation, ils rencontrèrent l'immense masse du Groenland. L'île parut si attirante (le climat était sûrement à l'époque plus favorable) qu'Erik y revint trois ans plus tard afin de coloniser les lieux. L'archéologie a retrouvé une ferme qui atteste l'occupation viking sous ces hautes latitudes dès la fin du Xe siècle.
Les Vikings auraient aussi mis les pieds en Amérique, et ce bien avant Christophe Colomb. En effet, plusieurs sagas, en particulier la Saga des Groenlandais et la Saga d'Erik le Rouge, racontent l'exploration d'une région appelée Vinland par des groupes vikings en l'an 1000. Or dès le XIXe siècle, des érudits émirent l'idée que ce Vinland était en Amérique du Nord. En 1960, les archéologues norvégiens Helge et Anne Stine Ingstad découvrirent au nord de Terre-Neuve les ruines d'un campement qui se révéla d'origine viking. D'après les analyses du carbone 14, ce site de L'Anse aux Meadows aurait été occupé entre 980 et 1020. Il constituerait la preuve que les premiers Européens à débarquer en Amérique étaient des Vikings. Toutefois, cette découverte archéologique ne prouve pas l'exactitude de ces sagas,.

## Culture

### Religion et croyances

#### Croyances
« Nous autres camarades n’avons pas d’autre croyance qu’en nous-mêmes et en notre force et capacité de victoire, et cela nous suffit amplement. »

— Formulation de Gauka-Thorir chapitre CCI Olafs saga hins Helga

« Hann blótađi ekki, hann trúđi á mátt sinn eiginn mattr ok megin. »

— Il ne sacrifiait pas aux dieux, il ne croyait qu’en sa force et capacité de victoire. Au chapitre CCI Olafs saga hins Helga Olafr le gros (st Olaf)
Ces formulations se retrouvent dans d'autres textes anciens, où ils affirment : ne croire qu’en leur propre puissance et capacité de réussir « eiginn mattr ok megin ». Ils disent ne croire qu’en leurs propres forces, et capacité de victoire « afl okkat ».
Le professeur François-Xavier Dillmann dit que « cette locution est le plus souvent utilisée dans les textes norrois au sujet de personnages qui sont réputés avoir délaissé le culte des dieux ancestraux et qui, par conséquent, se situaient en dehors du cadre habituel de l’ancienne société scandinave ».
Les textes médiévaux mentionnent le vocable Forn siðr pour désigner le paganisme scandinave. Leurs croyances ne possèdent aucun credo, pas de prières, pas de prêtres, ni ordre religieux, ni temples, sans foi, sans dogmes.
Les Vikings ne sont en aucun cas des fatalistes subissant un destin. Ce sont avant tout des combattants, des femmes et des hommes libres qui décident de leur sort au risque de déplaire aux dieux. Ils croient également à la magie et à la divination pour percer les projets de leurs ennemis, des dieux et des forces tutélaires, afin de changer le cours des événements, d'anticiper sur le destin, donc de le modifier, car rien n'est écrit définitivement. Ces faits sont très éloignés et incompatibles avec la vision du destin implacable des auteurs chrétiens qui ont rédigé ou corrigé la quasi-totalité des documents dont nous disposons. Il n'y a donc pas de destin que leur volonté ne puisse modifier.
Il y avait des Scandinaves qui respectaient les dieux mais sans faire d'allégeance et sans sacrifice car ils les considéraient comme des proches parents. Beaucoup se disaient être de leur lignage et en avoir hérité les dons. Néanmoins à ce titre ils se devaient de respecter un code d'honneur et de valeur inhérente à leurs dons et à leur prestigieuse lignée représentée par une force tutélaire qu'ils nommaient la Hamingja. Ils se distinguaient en scandant leur maxime, où ils disaient « ne pas sacrifier aux dieux et ne faire confiance qu’en leurs propres forces et capacité de réussite ».

#### Mythologie
Comme celle des autres peuples germaniques, les croyances vikings, avant la christianisation, sont mal connues. La mythologie viking a été réinventée de toutes pièces par les chrétiens, lors de la période normande. De même, au XIIIe siècle, des auteurs islandais comme Snorri et Saxo Grammaticus s’efforcèrent de reconstituer un panthéon organisé autour de quelques grands dieux, mais deux siècles de conversion au christianisme et d'éradication de l'ancienne religion ont laissé beaucoup d'erreurs dans leurs chroniques. L'archéologie et l'examen attentif des témoignages antérieurs à la domination chrétienne, qui semblent être les plus objectifs, permettront d'avoir une idée plus précise de ce qui aurait pu être les croyances scandinaves anciennes.
Les ancêtres des Vikings avaient le culte d’une Déesse Mère et des grandes forces naturelles qu’ils ont représentées plus tard par la création d’un panthéon qui compte notamment Odin, Loki, Thor, Jörd, Frigg, Freyja, Freyr… et le grand arbre Yggdrasill. Il existe des témoignages de l'époque romaine décrivant ceux que l’on nomme « les pères des Vikings » en ces termes :

« Ils (Germains du nord) n’ont ni druides qui président au culte des dieux, ni aucun goût pour les sacrifices, ils ne rangent au nombre des dieux que ceux qu’ils voient et dont ils ressentent manifestement les bienfaits, le Soleil, le feu, la Lune. Ils n’ont même pas entendu parler des autres. »

— Jules César, Commentaires sur la Guerre des Gaules VI, 21

« Ils répugnaient à présenter leurs Dieux sous formes humaines, il leur semble peu convenable à la grandeur des habitants du ciel, ils leur consacrent les bois, les bocages et donnent le nom de Dieux (et Landvaettir) à cette réalité mystérieuse que leur seule piété leur fait voir » « Aucun de ces peuples ne se distingue des autres par rien de notable, sinon qu’ils ont un culte commun pour Nerthus c'est-à-dire la Terre Mère, croient qu’elle intervient dans les affaires des hommes et circule parmi les peuples. »

— Tacite, Germania IX, 3

#### Funérailles
Les funérailles chez les vikings sont connus à partir de sources archéologiques, récits historiques (sagas islandaises, poésie scaldique) et le témoignage de contemporains comme Ibn Fadlân.
Le rite impliquait l'utilisation de bateau-tombe ; le défunt était placé dans un véritable bateau ou dans un bateau de pierre, accompagné de dépôts funéraires, voire d'esclaves sacrifiés, en accord avec son statut. L'ensemble était ensuite recouvert de terre et de pierre afin de créer un tumulus. La Scandinavie comporte de nombreux tumulus construits en l'honneur de rois et chefs vikings, accompagnés de pierres runiques et autres mémoriaux. Un des plus célèbres exemples est le cimetière viking de Lindholm Høje, au Danemark.
La coutume était de laisser du mobilier funéraire avec le défunt, que ce soit un homme ou une femme, et même lorsque le mort était brûlé sur un bûcher. Un homme viking pouvait être enterré avec un aimé, ou avec un thrall (serviteur), qui étaient enterrés vivants avec le défunt ou brûlés vifs sur le bûcher. Le rite devait être suivi correctement afin que le défunt retrouve dans l'Au-delà le statut qu'il avait de son vivant, et afin que son fantôme n'erre pas éternellement sur Terre.
Les funérailles vikings pouvaient représenter une dépense considérable, le tumulus était un monument attestant de la position sociale de ses descendants et des autres clans vikings.

#### Médecine et magie
Homme ou femme pouvaient être médecins « loeknir ». La magie et la sorcellerie étaient exercées généralement par les femmes appelées Volvas. Les sorciers masculins étaient considérés comme ergi, ce qui avait une connotation très négative de déshonneur, de couardise et non-virilité dans la société viking chrétienne, voire d’homosexuels (passifs).
Les Vikings pouvaient intervenir sur leur destin qui n’était pas toujours perçu comme inéluctable. Ce destin inéluctable est cependant décrit dans la chanson des Nibelungen. Le recours aux magiciennes et aux sorcières par le seiðr était un moyen de questionner les esprits et de s’en servir pour exécuter les ordres du sorcier. On utilisait aussi la magie pour la guérison, porter bonne chance, contrôler le climat, susciter le gibier et le poisson, la virilité, rechercher les choses cachées dans les domaines de l’esprit ou matériel. Mais il y avait également une magie destructive. Il existait d’autres pratiques comme le Galdr, Gandr, útiseta, magie.

#### Christianisation
« La mission par échanges culturels, puis par la parole, puis par l’épée ».
| |  |  |
| Plus ancienne représentation du Christ en Scandinavie sur la grosse pierre de Jelling, Xe siècle (reconstitution de sa polychromie à droite). |  |  |

« En avant, en avant, hommes du Christ, hommes de la croix, hommes du Roi ! » (Fram, fram, Kristsmenn, krossmen, konungsmenn!)
Tel était le cri de bataille des convertisseurs « Christ, Croix et Roi » repris par Olaf Tryggvason. Cette détermination annonçait les futures croisades : « Nous allons marquer notre emblème sur nos casques et boucliers. Dessiner à la peinture blanche la Croix Sacrée ».
Les Nordiques habitués à commercer depuis très longtemps en Europe à l'époque païenne, entrèrent en contact avec la religion chrétienne avec les premières missions d'évangélisation dans la première moitié du VIIIe siècle, c'est-à-dire avant l'expansion viking. « Tant que la foi chrétienne ne menaçait pas les anciennes coutumes, les païens considéraient le Christ avec indulgence ». La conversion au christianisme des Vikings s'est effectuée de façon pacifique mais aussi violente. Les Vikings étaient ouverts à d'autres dieux et croyances et ne voyaient pas d'inconvénients à rajouter d'autres dieux comme le Christ à leur panthéon. Au contraire, lorsque les Chrétiens voulurent imposer par les massacres de masses leur seul et unique dieu chrétien et démoniser tous les autres, les Vikings et autres païens s'opposèrent violemment aux exactions chrétiennes durant toute la « période viking ». Les exactions chrétiennes cessèrent quand tous les Vikings furent christianisés, il en résulta la fin du « phénomène viking ».
En 678, Wilfrid d'York a pour mission d'évangéliser Heligoland et le Danemark[réf. nécessaire]. En 716, Boniface de Mayence[Quoi ?]. Willibrord évêque d'Utrecht, récidive vers 725 mais il échoue à convertir les Danois. Rudolf Simek précise que la propagation du christianisme n'est pas due aux seuls missionnaires. Les résultats furent décevants et l'Église eut recours à la force.
En 737, le roi du Danemark érige la première muraille du Danevirke contre les incursions de Charles Martel,.
Pour répandre leur foi en Scandinavie, des missionnaires détruisent des stèles païennes, parfois au prix de leurs vies.
Ne parvenant pas à ses fins, ni par la parole ni par les actes de vandalisme, l'Église a souvent recours à la violence : « Répandre sa foi par le fer et le sang ».
Avec le règne de Charlemagne, dont un objectif affiché est de répandre et de défendre la foi chrétienne sans hésiter à utiliser d'extrêmes violences (Verden), le Danemark, menacé, résiste en agrandissant le Danevirke et en participant aux premiers raids vikings.
C'est l'une des raisons des raids vikings, se venger de la christianisation forcée,.
Vers 822-825, la Scandinavie est déclarée terre de mission.
Les premiers baptêmes sont prodigués dès 823 par Ebbon, l'archevêque de Reims envoyé par Louis le Pieux.
Puis en 826 par Ansgar, moine de Corbie.
Vers 832-851, l'abbé Wala poursuit la christianisation.
Vers 876, le moine Anschaire et Harald à la Dent Bleue, évangélisent leurs sujets mais sans grands succès.
L’Église impose la « prima signatio » (baptême simplifié) aux Vikings s'ils veulent continuer de commercer dans le monde chrétien.
Peuple de commerçants avant tout, les Vikings acceptent d'autant qu'ils ne voient pas d'objection à compter un dieu de plus parmi les leurs. Lors de la cérémonie, ils reçoivent également une aube blanche. Certains se font baptiser plusieurs fois afin d'obtenir plusieurs tenues que leurs épouses transforment[réf. nécessaire].
Le changement décisif se produit lorsque de grands chefs se convertirent.
Des princes comprennent tout l'intérêt d'embrasser une religion qui consolidait leur pouvoir.
En Francie, le jarl Rollon accepte d'être baptisé en échange de recevoir un territoire qui va devenir le duché de Normandie.
C'est un excellent critère d'intégration dans le monde franc.
En Scandinavie, des rois se servent de la religion du Christ afin de « dépasser les particularismes culturels et surtout les dissensions politiques entre clans », le but étant d'unifier leur royaume.
La christianisation engendre des résistances suivies de bannissements et de brutalités.
Cette nouvelle foi coercitive imposant un dieu unique, les Vikings ont l'obligation d'abandonner leurs anciennes croyances.
« L'Église n'autorise pas d'autres dieux, qu’elle considère comme des démons et des forces du Mal. Freyja, la Grande Déesse des Vikings, symbole de la fécondité, fut pour l’Église un objet de ridicule et de mépris ».
Autour de 974, Otton II du Saint-Empire envahit le Danemark.
Le roi Harald à la Dent Bleue et son allié norvégien, Håkon Sigurdsson, perdent une bataille près du Danevirke et sont contraints, pour avoir la paix, d'accepter le baptême et de christianiser leur peuple mais une fois revenu en Norvège, Hakon se débarrasse des prêtres autour de lui et reprend ses anciennes croyances.
En 985, Harald à la Dent Bleue unifie et christianise le royaume sous sa poigne.
Le prince norvégien Håkon le Bon se fait baptiser en Angleterre et, de retour en Norvège, entreprend une christianisation de son pays.
Il rencontre une forte opposition à la propagation de sa foi.
« En 933, des sujets de Hakon [le Bon] brûlèrent des églises, tuèrent des prêtres et forcèrent Hakon à abandonner son projet de christianiser tout le pays ».
Maîtres du Trøndelag, les jarls de Lade, Håkon Grjotgardsson, son fils Sigurd Håkonsson puis son petit-fils Håkon Sigurdsson, résistent à la christianisation de la Norvège, restaurent le culte des anciens et des divinités malgré les efforts des rois, en particulier Harald à la pelisse grise.
« L’opposition à la foi chrétienne est brisée environ vingt ans plus tard avec une violence peu chrétienne, d'abord par le roi Olaf Tryggvason, baptisé en 995[réf. nécessaire]. »
« Il fit preuve d’une poigne évangélisatrice redoutable pendant les cinq ans de son règne sans doute mû par un fanatisme religieux hors du commun. Son œuvre fut achevée par Olaf Haraldson » (1016-1028). Olaf Haraldsson lança la christianisation plutôt par l’épée que par le verbe. La résistance païenne fut tenace, surtout dans le Trondelag, de telle sorte qu'en 1030 le roi Olaf trouva la mort à la bataille de Stiklestad.
Tryggvasson impose le christianisme aux Îles Féroé, avec l'aide du jeune chef féroïen Sigmundr Brestisson, (Færeyinga saga) et en Islande, en envoyant des missionnaires comme Thangbrandr dont l'efficacité n'avait d’égale que la violence (Kristni saga « Saga de la christianisation »).
L'historien Olaf Olsen explique : « C’est également sous la pression d’Olaf Tryggvason qui menait alors un combat acharné contre le paganisme norvégien, que l’Islande accepta le christianisme ».
Au cours d'une réunion de l'Althing au solstice d’été de l'an 999, les Islandais décident, contraints et forcés, d'adopter le christianisme officiellement.
«Les menaces du roi Olafr Tryggvason, qui décide de garder tous les fils de grands chefs islandais séjournant en Norvège, pèsent certainement d'un grand poids sur le fameux Althing de 999.
Régis Boyer s'étonne que ce point soit souvent escamoté par les commentateurs.
Il rappelle : « l'Islande se divise en deux camps, le païen et le chrétien, qui évitent de peu l'affrontement violent, juste avant l'ouverture de l'althing de 999 ».
Thorgeirr Ljosvetningagodi, un chef reconnu des deux parties, est chargé de trancher : il décide après une très longue réflexion solitaire que tous les Islandais seront chrétiens.
Cette décision est motivée aussi par la crainte d'une division religieuse, et donc politique, du pays entre païens et chrétiens, ces derniers étant déjà nombreux sur l'île.
Ce risque de partition était d'autant plus grand que l'Islande ne connaissait ni roi ni quelconque prince à sa tête.
En Suède, malgré le zèle des missionnaires comme l'évêque Bruno de Querfurt, le paganisme demeure encore au XIe siècle.
Les missionnaires, se voyant incapables de détruire les anciennes croyances, les christianisent progressivement en récupérant les anciennes déités païennes.
Les Varègues sont contraints d’accepter la christianisation, en même temps que les Slaves, en 989, lors du baptême général ordonné par le roi Vladimir Ier. « Le puissant roi chrétien Olof Skötkonung voulut imposer le christianisme, la résistance fut si forte que des missionnaires chrétiens furent attaqués et tués »[réf. nécessaire].
Certains sont crucifiés.
Rédigée vers 1230 par un aristocrate islandais, Snorri Sturluson, l'Histoire des rois de Norvège raconte la difficulté, la fragilité et la violence de l'implantation du christianisme en Norvège.
Les textes de Snorri Sturluson lui-même vantent les exactions chrétiennes : « Ceux qui n'abandonnaient pas le paganisme étaient expulsés, à d'autres il [ndlr Olaf Haraldson]) faisait couper les mains ou les pieds ou extirpait les yeux, pour certains il les faisait pendre ou décapiter, mais ne laissait impuni aucun de ceux qui ne voulaient servir Dieu […] à qui il affligeait de grands châtiments […] Il leur [le peuple norvégien] donna des clercs et en institua dans les districts… »,.
« Olaf, roi de Norvège en 1016, vu comme un héros, était un conquérant sanguinaire, canonisé à sa mort, christianisateur et unificateur de la Norvège, il fut le champion, comme Charlemagne d’un pouvoir central fort et chrétien ».

### Langue et littérature

#### Alphabet runique
Les Vikings avaient une écriture, les runes. Système d’écriture « ancêtre » des runes, l’écriture dite d’Hallristinger a été découverte dans la partie nord nord-ouest de l’Europe, elle daterait de la fin de la préhistoire. L’alphabet runique est un mélange d’alphabets italique nordique/alpin avec une influence latine. D'après Tacite, les ancêtres des Vikings gravaient déjà les runes sur des supports comme le bois, l’os, l’ivoire, la pierre, l’écorce, les feuilles d’arbres fruitiers…
Les Vikings, commerçants par excellence, en contact avec toutes les civilisations et toutes les marchandises, n’ignoraient pas le papier, le papyrus, le parchemin, le vélin… supports idéaux pour noter les transactions et les stocks pour le commerce. Néanmoins, peu de ces supports ont été retrouvés. Le climat humide probablement, mais plus que tout, les palimpsestes et les très nombreux autodafés catholiques (hérésie, Inquisition, sorcellerie…) puis les grands autodafés de la Réforme protestante ont eu loisir de détruire le reste durant un millénaire. Les seuls documents runiques subsistants sont ceux écrits par des moines, comme le Codex Runicus, les autres écrits étant suspects d'abriter des formules magiques et diaboliques.

## Société

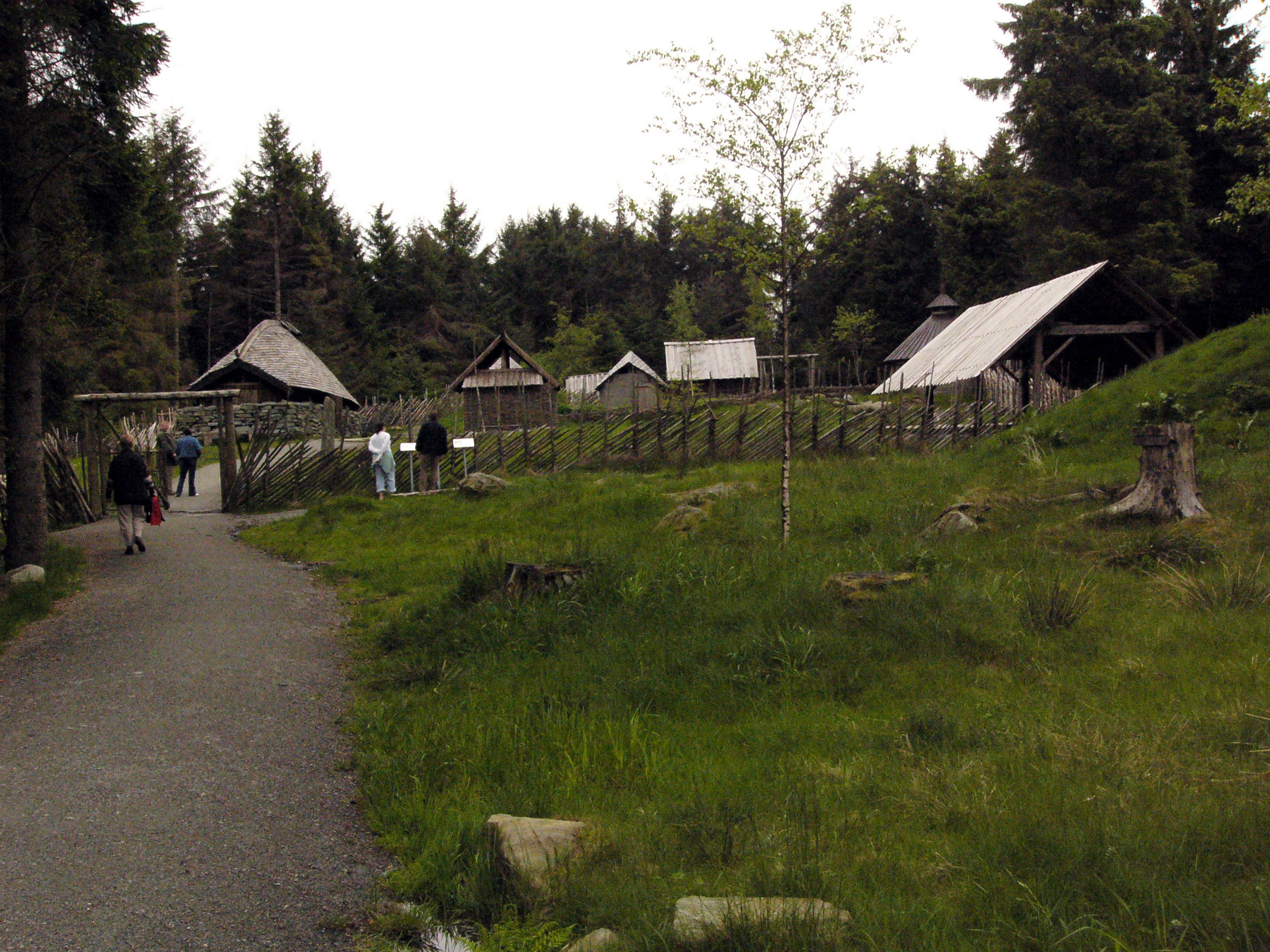
Reconstitution d'un village viking en Norvège.

### Famille

#### Rôle des femmes

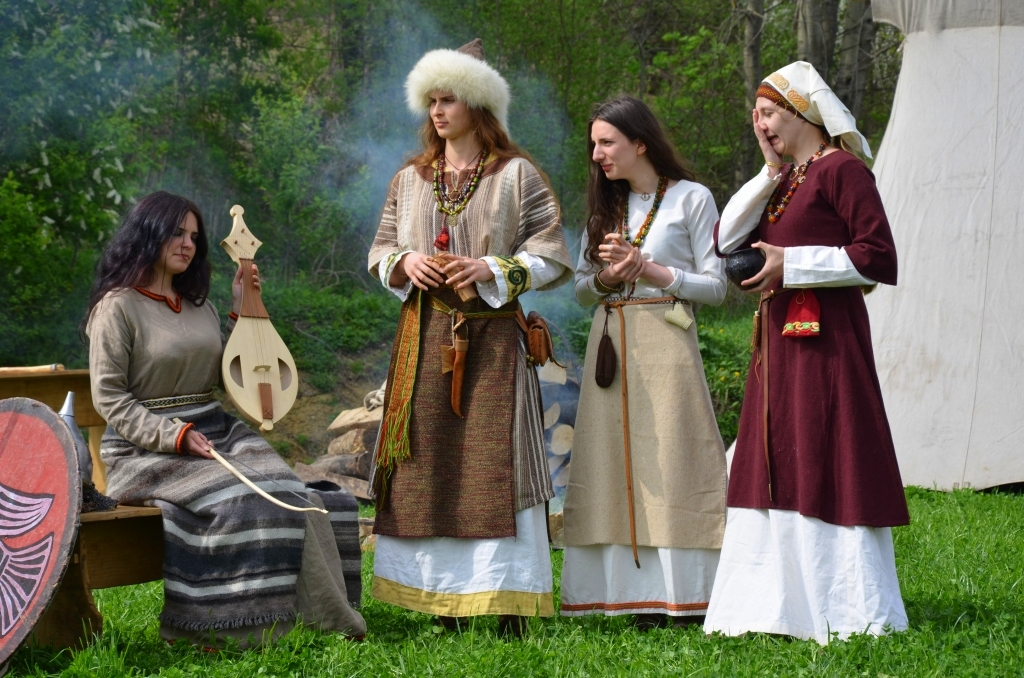
Femmes vikings (reconstitution historique).

La société viking est « viriliste » et patriarcale mais comme le viking partait pendant plusieurs mois, la ferme était sous la responsabilité de la femme, la húsfreyja, qui veillait à la bonne marche de tout. Elle était souveraine innan stokks hýbýli (« enceinte sacrée du domicile ») et l’homme útan stokks (« à l’extérieur »). La femme viking, comme ses « cousines » européennes, jouissait d’un certain pouvoir dans les limites permises par une société patriarcale. Comme dans l'Europe chrétienne, elle assurait la pérennité des usages, des institutions, et l’instruction des enfants. Elle était la gardienne des traditions familiales, et finissait par être l’incarnation et l’honneur de son clan. Elle était plus souvent que l’homme, sorcière ou magicienne. Une épouse en titre, avant l'arrivée du christianisme, pouvait envoyer tuer quelqu'un par exemple sans que personne n'y trouve à redire. Dans la Saga de Njall le Brûlé, Hallgerd la femme de Njáll Þorgeirsson s'estime insultée et tue par vengeance un des proches de Gunnar Hámundarson. La femme de Njall, Bergþóra, en retour, s'estimant lésée tue un proche de Gunnar Hámundarson, bien que Njall ait déjà accepté le dédommagement. Hallgerd se venge malgré le dédommagement perçu par son mari. L'histoire continue de meurtre en meurtre sans que le moindre reproche soit fait aux femmes ; elles sont apparemment dans leur droit,.
En tant que húsfreyja (maîtresse de maison), elle a la charge de l'entretien de la maison, de la gestion des provisions, de la supervision des esclaves, de l'intendance, de l'éducation des enfants en bas âges et des filles de tout âge. Ce rôle est symbôlisé par les clés qu'elles portent à la ceinture et qui sont un attribut du pouvoir féminin au sein de la société viking. Leur activité s'étend également au domaine textile, incluant le filage, le tissage et la couture. En cas d'absence de leur époux, les femmes peuvent voir leurs fonctions accrues et étendues à celles du chef de famille.

#### Mariages
Pour les vikings, l’année ne connait que deux saisons (misseri) : l'été et l'hiver. Le mariage avait lieu le plus souvent vers la fin octobre durant les trois jours des vetrnoetr qui symbolisaient la venue de l’hiver. C’est le meilleur moment pour les noces (brúđlaup) car il y a un temps de répit durant cette période : les récoltes sont rentrées, le foin est prêt, le bétail est installé, le poisson séché, la bière brassée, les expéditions vikings interrompues…
Environ une année avant le mariage avaient eu lieu les fiançailles (festarmál) où l’on buvait la bière de fiançailles (festaröl) et l’hydromel. Sous ces latitudes il n’y avait pas de clivages sociaux, mais dans les familles soucieuses de la tradition, les mariés devaient avoir de préférence un rang social proche et être d’égale fortune (jafnroedi). La mariée apportait une dot (heimanfylgja). La part du mari était le tilgjöf, auquel il ajoutait un douaire (mundr). La mariée pouvait demander le divorce ou la séparation et demeurait propriétaire de sa dot et du douaire. Avant la cérémonie il y avait le bain de la mariée (avec les demoiselles d’honneur). Elle relevait ses cheveux et les attachait avec un ruban ou un bijou. Elle attachait à sa ceinture les clés de la maison et du coffre pour devenir la Húsfreyja (maîtresse de maison). Une offrande était faite à Frigg pour appeler sur les époux le bien-être, la fertilité-fécondité et la paix, et à Freyr dieu du bonheur du plaisir et des biens. L’union était consacrée « til árs ok fridar » pour une année féconde et pour la paix. Les croyances vikings n’étaient pas associées à un clergé, c’était le chef de clan qui présidait l’évènement avec le marteau de Thor (mjulnir). On cachait également un marteau de Thor dans le lit de la mariée. Le banquet (brúđveizla) avait lieu dans la salle commune (skáli). On se jurait de ne pas tenir compte des propos qui seront échangés une fois que l’on sera bien ivre. Des toasts étaient portés aux dieux et aux grands Ancêtres, drekka minni (boire à la mémoire de). Le lendemain matin le mari offrait un présent à son épouse (morgingjöf).
Donner une femme en mariage n'était pas possible sans qu'elle ait eu son mot à dire, dès avant le christianisme qui a imposé le consentement des époux. Dans le saga de Njáll une femme donnée à laquelle on n'a pas demandé son avis. Elle accepte le mariage pour conserver l'honneur de sa famille, mais fait ensuite assassiner son mari quand il l'a frappée une seule fois. Elle semble dans son droit car l'affaire n'est pas portée devant le Thing bien que cela soit de notoriété publique.
L’enfant viking (barn), devient adulte (maðr) à 12 ans puis 14. On le nomme skilgetinn, quand il est l’enfant légitime de l’épouse en titre et oskilgetinn l’enfant des concubines.
Les hommes étaient polygames. L’épouse en titre se reconnaissait aux clefs des coffres qu’elle portait à sa ceinture, elle avait les cheveux relevés en chignon pour manifester sa dignité, elle était la seule à diriger parmi les concubines. Pour faire valoir des droits à l’une des concubines, il était indispensable que leur « amant » l'ait reconnu officiellement, ce qu’il faisait très rarement pour éviter de déséquilibrer le clan et tous conflits d’héritage[réf. nécessaire].
Les mariages ne sont pas indissolubles dans les sociétés scandinaves. Le divorce est une possibilité offerte aux hommes et femmes dont il est difficile de déterminer l'ampleur. Selon la Grágás trois cas sont prévus pour justifier le divorce : lorsque le couple s'est infligé des sévices graves, lorsqu'il est trop pauvre pour subvenir aux besoins de ses parents, lorsque le mari veut contraindre son épouse à l'exil. Il est probable que de plus nombreux motifs existaient durant l'ère viking, mais il n'en existe pas de sources. Le texte démontre que les femmes possèdent une certaine indépendance juridique.

#### Mœurs sexuelles
Les sagas décrivent les Vikings comme discrets et pudiques. Régis Boyer y a relevé « des restrictions sociales et sexuelles », « pruderie et pudibonderie », des « restrictions sexuelles codifiées » et des « perversions sexuelles radicalement proscrites par la législation ».
Le viol était rigoureusement interdit. Quiconque était pris en flagrant délit de viol était hors la loi : il s'était déshumanisé et on pouvait impunément le tuer, puisqu'il ne correspondait pas à l'opinion que l'on se faisait de la nature humaine.
Il n'existe pas d'injure plus grave que de traiter un homme d’argr ou ragr (homosexuel). Une accusation fausse d'homosexualité était un crime équivalent à un meurtre. Dans le Grágás on peut lire à ce sujet :
Il y trois mots qui donnent droit à une compensation entière ; si un homme appelle un autre homme ragr, stroðinn ou sorðinn.
Au contraire, à en croire le témoignage d’Ibn Fadlân, les Rús de la Volga font l'amour en public avec leurs esclaves, et l'esclave qui va mourir lors des funérailles de son maître se donne à une partie de la clientèle de celui-ci, juste avant d'être sacrifiée dans le bateau sépulture. (cf. article Bateau-tombe).
L’historien Greenberg mentionne que la stigmatisation ne s’étend pas au rôle actif dans l’homosexualité masculine. Il cite dans ce contexte la Gudmundar Saga. Pour prendre sa revanche sur le prêtre dévoyé Bjorn et Thorunnr, dans la Gudmundar Saga, il fut décidé de mettre Bjorn au lit avec tous les bouffons, et faire ceci n’était pas considéré comme plus déshonorant que ce qu’avait fait le prêtre Bjorn avec sa maîtresse, et ce n’était pas considéré comme déshonorant pour ses violeurs masculins. En cela, les Vikings partageaient les représentations de la plupart des sociétés antiques : on ne pense pas en termes d'« homosexualité/hétérosexualité », mais en catégories « actif/passif » : être actif dans la sexualité était la prérogative de l'homme libre, être passif caractérisait les femmes, les esclaves (des deux sexes) et les adolescents.
Il est possible que la diabolisation de l'ergi et par conséquent l'homosexualité ait été fait sciemment par l'église chrétienne. Saxo Grammaticus mentionne dans son Gesta Danorum que les hommes au service de la déesse Freya et du dieu Njörðr avaient l'Ergi. Cette particularité était donc un sacerdoce païen.

#### Enfants
Les sépultures d'enfants sont rares, toutefois cela ne signifie pas que le taux de mortalité infantile est faible. Leur inhumation est probablement moins ritualisée que celle des adultes. Les enfants laissent dès lors peu de trace dans les textes ainsi que sur le plan archéologique. L'âge semble être un marqueur important dans la société viking, notamment le passage des cinq ans. Après cet âge, les tombes des enfants ressemblent à celles des adultes. Les garçons découvrent le travail des hommes auprès de leur père tandis que les filles l'apprennent auprès de leur mère. Ils sont mis à contribution dès le plus jeune âge. Vers 12-15 ans, garçons comme filles sont considérés comme aptes à gérer un foyer et peuvent se marier et partir fonder leur propre famille.
Il semble que les filles étaient moins bien nourries et soignées que les garçons. En effet, 83 squelettes âgés de moins de 12 ans inhumés entre le VIIIe et le Xe siècle dans plusieurs sites suédois du Mälardalen ont montré des stigmates liés à la malnutrition plus marqués chez les filles que les garçons. Plus précisément, cette conclusion est basée sur les analyses des lésions du plafond de l'orbite liée à l'anémie et de l'irrégularité des lignes de l'émail dentaire liée à des carences nutritionnelles.

### Structure sociale et politique
Les contrées scandinaves étaient alors largement divisées. Au Danemark, des royaumes de taille moyenne, capables de négocier avec l'empire franc, se sont succédé dès le VIIIe siècle, mais ce n'est qu'à partir du règne d'Harald Ier du Danemark dit « à la dent bleue » qu'on peut parler d'une véritable unification du Danemark. La Norvège fut divisée en dizaines de petits royaumes pendant la majorité de l'époque viking, malgré une éphémère unification du sud et des côtes du pays par Harald Ier de Norvège, dit « belle chevelure », une véritable unification n'intervenant qu'à partir du XIe siècle. En Suède, l'unification ne commença qu'à partir du XIIe siècle, à une époque où le christianisme s'était déjà largement développé dans la région.
La société viking était fondée sur l'agriculture et le commerce avec d'autres peuples et insistaient beaucoup sur le concept d'honneur aussi bien dans le combat que dans leur système de justice criminelle.

#### Hiérarchie sociale
L’organisation de la société est à la base clanique, tout tourne autour de la famille, (Aett ou kyn) qui est sacrée. C’est une société très peu hiérarchisée, assez égalitaire et autarcique. Les Vikings étaient modérément libertaires individualistes, très solidaires et non inféodés. Ils constituaient une société pragmatique et réaliste, ils étaient des hommes d’action aimant les valeurs d’action,.
- Les Böndr, (sing. Bondi) : hommes libres, constituent la grande majorité de la société. Ils ont le droit de vote au Thing et Althing. Ils sont propriétaires, paysans, pêcheurs, guerriers, commerçants, artisans (smidr), chargés de l’administration et du gouvernement. On peut distinguer les Storböndr (« grands Böndr »), et les Smaböndr (« Böndr ordinaire ») aux conditions plus modestes, ils ont néanmoins les mêmes occupations et prérogatives que les grands Boendr.
- Les Konungar (sing. konungr, mot dérivé de kyn « famille ») ou Jarlar : Chefs de clan, roitelets, Hovding (chefs d’expédition viking), ils ont été élus ou ont hérité de la fonction avec l’accord du conseil des Böndr, le Thing (Þing). Ils sont soumis à la loi. Ils doivent être avant tout des grands chefs de guerre. Ces souverains ont beaucoup moins de prérogatives que leurs homologues européens compte tenu du caractère libertaire individualiste des Vikings. Comme le souligne Régis Boyer, ils sont plutôt "un intermédiaire entre le monde divin et le nôtre"[108]. Les Jarlar, ducs ou comtes, sont à la tête de filki (une division administrative) avec au moins quatre hersar. Leurs devoirs étaient de maintenir l’honneur, améliorer la sécurité et le bien-être de leur peuple. Ils communiquaient les informations et les ordres importants avec « le message par la flèche ». Une flèche aux couleurs d’un konungr circulait parmi les clans qui avaient l’obligation de propager l’information[109]. Les sækonungr (« roi des mers ») ne possèdent pas de terres. Les sagas les décrivent ainsi : « Celui qui jamais ne dormait sous une charpente couverte de suie ni ne buvait au coin de l'âtre »[110].
- Les Thræll (Þræl, plur.Þrællar) : étaient des « captures de guerre » lors des strandhogg (« raids ») qu’ils vendaient ou ramenaient dans leurs clans. Ce ne sont pas réellement des esclaves taillables et corvéables à merci tels que nos sociétés se les représentent. On ne pouvait pas les maltraiter, les tuer ou les mutiler impunément. Ils bénéficiaient du respect de leur dignité humaine. Ils n’étaient pas vraiment libres, et n’avaient pas le droit d’ester mais avaient une très grande facilité à s’émanciper, à recouvrer la liberté en l’achetant, en se mariant avec un(e) Scandinave, ou en ayant rendu un grand service à leur maître. Ils devenaient des leysingi ou frjalsgjafi (à qui l’on a donné la liberté)[111].
- L’Umagi, celui qui ne peut subvenir à ses besoins. Ces indigents assez nombreux, (vieux, infirmes, malades, vagabonds…) ainsi que les pauvres (fatoekr : celui qui prend/reçoit peu de chose) vivent grâce à la solidarité clanique (hreppr).
- Le Godi (Goði) : les hommes, et plus rarement les femmes, pouvaient accéder à la fonction de Goði (plur. Godar). Plutôt riches et influents sur le plan politique, ce sont des chefs de clans. Cette fonction peut être rachetée ou héritée. Ils siègent aux jurys des Things, et Hreppar (sing. Hrepr : sorte d’assurance tous risques, solidarité entre clans). Ce sont des administrateurs, des hommes de lois, responsables des pratiques, coutumes, lors des grandes dates de l’année, (équinoxes, solstices, Júl, etc.) et lors des grands événements (naissance, mariages, funérailles, mémoire des Ancêtres…). Ils ne sont ni des prêtres, ni des druides, ils n’ont pas de religion, pas de dogmes ni de temples, ni caste religieuse…, mais peuvent faire office de sacrificateurs. Ils devinrent des prêtres lors de la christianisation[112],[113].
- Le Bryti : à ces rôles s'ajoute celui des esclaves dont les sources manuscrites ne font aucune mention et qui constituent pourtant une part non négligeable de la population et doivent jouer un rôle important dans l'économie. On compte moins d'une dizaine d'occurences évoquant les esclaves sur les pierres runiques qui les associent au rang de bryti. La pratique de l'esclavage est pourtant reconnue et tout sauf récente. Les raids vikings sont pourvoyeurs de richesses et d'esclaves. La loi norvégienne du XIIIe siècle distingue les ambáttir (esclaves féminins), la seta (désigne une fonction à domicile), la deigja (désigne une fonction liée à la cuisine), et le bryti qui désigne l'ensemble des esclaves. Il semblerait que ce rôle ne soit pas donné à vie et que l'affranchissement soit possible au travers du rituel de frelisol. L'esclave reste, après ce rituel, lié à des obligations vis à vis de son maître. Il est supposé qu'une grande partie des esclaves sont assignés au travail rural et aux ateliers[114].

#### Assemblées
En Scandinavie, les Thing (Þing), Althing (Alþing) ou Leid sont les assemblées saisonnières de tous les hommes libres dans tous les districts où sont prises les décisions d’intérêt général, les procès, les projets. Un caractère sacré s’attachait à cette institution, présidées par le Lögsöguma (« l’homme qui dit la loi ») élu pour trois ans. Le dieu du Thing fut sans doute Týr. Au printemps se tenait le Varþing, où se préparent les thèmes à venir. Au solstice d’été l’Alþing, où se tenaient les votes, jugements, projets, échanges d’informations sur les voyages, récits de poèmes de sagas, cessions d’héritages, ventes de biens, transactions commerciales, mariages, etc. durant deux semaines. En automne avait lieu le Leid qui entérinait les décisions prises en juin. Pour prendre part à ces assemblées il fallait s’acquitter du Þingfarakaup (« adhésion, impôt, affecté à l’organisation du Thing »). Les Thing avaient lieu dans des endroits naturels, vastes et représentant un avantage acoustique comme un mur naturel de basalte (site de Lögberg « Mont de la loi »). Lors des procès, le verdict maximum était la compensation financière (bot), l’exil dans les bois (le skoggandr), le bannissement (fjorbaugsgardr) de durée limitée, trois ans en général, mais pas de peine de mort sauf dans des domaines très précis de nature à invalider la qualité humaine du coupable (homosexualité, viol, vol). Ils étaient alors qualifiés de obotamal (un cas qui ne saurait appeler compensation).

#### Hreppr
C'est le devoir social de solidarité entre clans et envers les pauvres fatækr, ou felitill (qui a peu de biens), vieillards, malades, etc. antérieur à la christianisation. Quand la famille faisait défaut, le district (fjordungar), la province ou le land pouvait s’en charger, ou le hreppr. C’était l’équivalent de notre sécurité sociale, assurance maladie, assurances tous risques… (Pauvreté, perte de bétail, incendies, etc.). Le hreppr était composé d’une vingtaine de Böndr et davantage, payant le Þingfararkaup, percevant l’impôt dont un quart revenait aux pauvres qui bénéficiaient également des dons en nourriture (matgjafir).

## Économie

### Commerce
Ce serait en raison de la pauvreté de leurs terres et de la rudesse du climat, que, selon Régis Boyer, les Scandinaves se seraient naturellement tournés vers l'activité commerciale.
Régis Boyer insiste aussi sur l'erreur de cantonner les Vikings à un rôle de combattants pillards et violents. Pour ce professeur de littératures et de civilisations scandinaves, les hommes du Nord tant redoutés des Occidentaux, étaient avant tout des commerçants. Pour preuve, Viking désignerait l'homme qui va de vicus (ville comptoir marchand) en vicus. Quant à Varègue (Væringr), sa signification serait l'homme qui s'occupe de marchandises (var). On sait toutefois que ces interprétations étymologiques sont débattues. Régis Boyer rappelle que les Vikings pratiquaient au moins le commerce depuis le VIe siècle. Ce n'est qu'à la faveur d'un affaiblissement de l'empire carolingien que ces commerçants se sont convertis en guerriers prédateurs entre grosso modo 800 et 1050. La dualité marchand-brigand ne cessa pas avec les raids vikings. Le butin ramené d'Occident était en partie vendu sur les places commerçantes de Scandinavie. Dans la seconde moitié du IXe siècle, le roi de Wessex Alfred le Grand s'entendit avec un « Norvégien » nommé Ottar pour s'approvisionner en ivoire et peaux alors même qu'il combattait depuis le début de son règne les Scandinaves établis en Angleterre. Reste que les ravages commis par les raids Vikings sur les côtes et les fleuves d'Europe Occidentale ont fortement contribué au déclin économique et culturel de régions entières (monastères et bibliothèques pillés et incendiés, villes désertées, etc.) à la fin du premier millénaire.
Difficile de réduire les Vikings exclusivement à des « barbares pillards » quand on regarde le développement des territoires qu'ils se sont vu confier ou qu'ils ont colonisés. Après avoir conquis et pillé, ils se sont révélés de talentueux administrateurs. Qualité que les Slaves avaient, semble-t-il, remarquée puisque, selon la Chronique de Nestor, ils auraient demandé aux Varègues de les gouverner. Ce serait l'explication de leur installation en Europe de l'Est. Et on sait que les Vikings y ont fondé deux États dont l'union autour de l'an 900 formera la Russie. Le sens de l'organisation et la discipline scandinaves ont profité aussi au Danelaw et surtout à la Normandie. Dans ce dernier territoire, le mélange de tradition Viking, de droit romain et de moralisation par l'Église catholique est à l'origine d'un État modèle. Modèle d'administration, modèle de vigueur économique et de vigueur tout court puisque les Normands se lanceront au XIe siècle à la conquête de l'Angleterre et de l'Italie du Sud. Il ne faudrait pas oublier parmi les réussites scandinaves un pays isolé, l'Islande. Les Vikings y ont inventé un système de gouvernement original, non une république comme souvent dit, mais plutôt une « oligarchie ploutocratique ». Des assemblées réunissant les grands propriétaires fonciers déterminaient la politique et la gestion de l'île.
Le bassin commercial couvert par les vikings durant cette période établit des voies commerciales qui alimentent l'ensemble des villes reliées à son réseau. Progressivement, les autorités locales et royales renforcent la protection des marchands et mettent en place des taxes afin d'aider les ports marchands à se développer. Le dynamisme économique se renforce tout particulièrement à partir du XIe siècle. Les échanges reposaient alors sur les principes de partenariats commerciaux entre deux individus (félag (en)), cependant des inscriptions runiques de la fin du XIe siècle retrouvées à Sigtuna font état d'une guilde des frisons active au sein de plusieurs villes de la Baltique. Cette transformation est précurseure de l'introduction de la Hanse en 1161 depuis Visby.

#### Espace commercial
Au cours du haut Moyen Âge, la Scandinavie est progressivement intégrée à un espace commercial centré sur la mer du Nord et la Manche. Les marchands frisons jouent un grand rôle dans cette expansion. Une route commerciale se met en place de l'océan Atlantique à la mer Baltique en remplacement de l'axe méditerranéen contrôlé par les Arabes depuis le VIIIe siècle.
Les Vikings agrandissent à leur tour cet espace en explorant de nouvelles voies et en installant des comptoirs jusqu'aux extrémités de l'Europe. Byzance est atteinte en 839 par le Dniepr. Des bateaux partent pour l'Islande et le Groenland récemment colonisés par les Vikings pour ramener de l'ivoire de morse et des fourrures. La diversité géographique des objets retrouvés en Scandinavie atteste que les hommes du Nord établirent des contacts commerciaux au-delà du cadre européen. À York, comptoir du nord de l'Angleterre, des coquillages typiques de la Mer Rouge sont trouvés. Une tombe suédoise du VIe siècle recèle un bouddha. Lors des fouilles des comptoirs scandinaves, les archéologues découvrent des pièces arabes.
Le commerce se pratique dans des comptoirs. C'est dans ces lieux que transitent les matières premières et les produits finis. Ils constituent aussi des centres de production où on travaille le bois, le fer, l'os ou le cuir. Birka et Hedeby sont les plus fameux comptoirs du monde scandinave. En 808, le roi Godfred fonde le premier à la base orientale de la péninsule du Jutland. Au Xe siècle, la ville accueillerait selon les archéologues environ 1 500 habitants. Le second, Birka, également disparu, occupe une situation originale au milieu des terres suédoises, au bord du lac Mälar. D'autres comptoirs scandinaves sont des places importantes : Ribe, sur la côte occidentale du Jutland, Helgö en Suède, certains étant saisonniers comme Kaupangr en Norvège. L'expansion viking se concrétise par l'installation de comptoirs au-delà de la Scandinavie. L'un des plus anciens est Staraïa Ladoga, porte d'entrée de la future Russie, fondée vers 753. Les Varègues poussent plus loin dans l'intérieur des pays slaves et fondent Novgorod et Kiev. À l'ouest, les Vikings multiplient aussi les étapes, les principales villes irlandaises d'aujourd'hui sont d'anciens comptoirs. Ces comptoirs ne correspondent pas toujours à des créations ex nihilo. Certains comme York et Rouen prennent place à l'intérieur d'anciennes cités que l'installation viking revitalise.

#### Produits du commerce
Les Vikings se spécialisent dans un trinôme de produits de luxe : l'ambre, les fourrures et l'ivoire de morse. La faible capacité des bateaux vikings aurait, dit-on, limité le commerce de produits pondéreux et moins lucratifs. Cette vision de commerçants du luxe est née avec les découvertes des navires de Gokstad et d'Oseberg au XIXe siècle. Ces navires, très similaires, embarquent de nombreux membres d'équipage. Par ailleurs, étant pontés, ils ne possèdent aucune cale permettant de stocker des marchandises en quantité. Avec des navires aussi mal conçus, les commerçants n'embarqueraient que des marchandises peu encombrantes, donc des produits de luxe : a priori, remis en cause par les fouilles de Skudelev, dans le golfe de Roskilde en 1962. Les archéologues danois y découvrent plusieurs types de navires : navires de guerre pontés et navires de commerce avec cale ouverte. Les Vikings possèdent donc des bateaux de transport embarquant des tonnes de marchandises. Les navires découverts dans les tertres funéraires norvégiens, ne sont pas de vulgaire navires de transport, mais de prestigieux navires de guerre, de la famille des Langskip. Pour les auteurs français en particulier, il conviendrait de cesser de propager l'idée que les Vikings sont des « commerçants du luxe ».
Récolté dans le sud de la Baltique et dans le Jutland oriental, l'ambre (résine fossilisée des forêts de pins) se négocie dans les comptoirs environnants. L'ambre sert à la confection de bijoux (amulettes, pendentifs ou colliers).
Les Vikings commercialisent aussi les fourrures, fruits de leur propre chasse ou achetées aux Lapons. Dans les zones les plus septentrionales (Groenland, nord de la Scandinavie, Finlande, Russie), vivent en effet loups, ours, castors, écureuils, hermines, renards et martres. La noblesse, le haut clergé et les riches marchands d'Europe s'enorgueillissent de revêtir ces fourrures. Le renne, élevé notamment par les Lapons, fournit aussi des peaux mais ses bois sont également prisés pour la confection de peignes décorés et de montures d'épée. Birka constitue la plaque tournante de ce type de commerce. Mis à part ces différents mammifères, les chasseurs apprécient l'eider, grand canard dont le mâle a un plumage noir et blanc, qui recouvre ses œufs avec ses plumes duveteuses.
Les morses, nombreux au Groenland et autour de la Mer Blanche, sont recherchés pour leurs longues défenses, dont l'ivoire est utilisé pour différents objets de luxe comme les peignes, les crucifix ou les pièces de jeu d'échecs.
Les comptoirs vikings sont aussi alimentés en esclaves : hommes et femmes, le plus souvent capturés lors des raids en Occident ou dans les pays slaves. Parfois, les Vikings jettent l'un des leurs en servitude. Olaf Tryggvason, roi de Norvège, passe sa jeunesse comme esclave avant d'être racheté par son oncle en Estonie. Selon Régis Boyer, les esclaves capturés en France, d'abord rapatriés au Danemark, traversent la Baltique, la Russie, puis la Mer Noire, et sont vendus à Constantinople. Les Byzantins vendent ces esclaves au califat de Bagdad et au sultanat de Cordoue. Passer par Hedeby, Novgorod et Constantinople pour aller de Nantes à Cordoue, n'est pas très rationnel. Il y a tout lieu de penser que les esclaves faits sur la Loire et la Seine, loin d'être rapatriés vers la Scandinavie, étaient au contraire acheminés vers l'Espagne où se trouvait le principal acheteur d'esclaves en Occident, et surtout, les marchandises venues d'Orient que convoitaient tant les Scandinaves.[réf. nécessaire]
Les Vikings importent des meules et du vin de Rhénanie, des brocarts en provenance de l'Empire byzantin, des soieries de Chine, de l'argent… Ils reçoivent aussi sûrement des matières périssables plus communes comme le miel, les tissus et les céréales, dont il ne reste toutefois pratiquement aucune trace.

### Agriculture

#### Types de cultures
Comme dans la majeure partie de l’Europe médiévale, la grande majorité des habitants de la Scandinavie médiévale étaient des agriculteurs. Les surfaces idéales aux activités agricoles et pastorales n’étant cependant pas légions dans ces pays, de nombreux paysans devaient avoir recours à la pêche et à la chasse pour assurer leur survie. Une schématisation grossière montrerait des Norvégiens principalement pêcheurs et des Suédois et des Danois principalement agriculteurs et éleveurs. Cette réalité est cependant à nuancer en fonction des différentes régions de chacun des pays. Dans tous les cas, les « bönder », c’est-à-dire les fermiers indépendants formant la majorité de la population scandinave de l’époque, étaient de véritables travailleurs polyvalents et étaient sans doute obligés de s’adonner aussi bien à la pêche qu’à l’élevage et à la culture.
L’élevage (notamment bovins, moutons, porcs et volaille) était extrêmement important, et était pratiqué même au-delà du cercle polaire. Il est probable aussi que ce soit la recherche de nouveaux pâturages qui ait poussé de nombreux Scandinaves à s’établir en Islande, aux Îles Féroé ou au Groenland. Les végétaux cultivés consistaient, eux, principalement en seigle, orge, avoine et choux. La culture du seigle, et notamment celle du seigle d’hiver, a connu une période d’expansion durant l’âge viking.
Parmi les spécialités alimentaires, on peut citer le thorrablot, conservé de façon très édulcorée par les Normands dans les tripes à la mode de Caen, les andouillettes, fromages au lait cru et de nombreuses spécialités culinaires au goût fort. Le célèbre « smalahove » de Voss, spécialité de tête d’agneau calcinée et fumée accompagnée de rutabagas pourrait aussi remonter à l’âge viking. Du côté des boissons, les Scandinaves étaient de grands consommateurs de bière au malt d’orge non houblonnée, et de boisson de type hydromel.

#### Habitat rural
Le sud de la Scandinavie connaît un habitat groupé relativement précoce. Dans le Västergötland et l’Uppland, ce type d’habitat se met en place à la fin de la période viking. En revanche, dans le reste de la Scandinavie (autres parties de la Suède, Norvège, Islande après la colonisation), on a plutôt affaire à un habitat dispersé.
L’archéologie a permis de mettre au jour des restes d’habitat rural de cette période. L’exemple le mieux connu est celui de Vorbasse, dans le Jutland.

#### Outillage
L’usage de l’araire semble avoir été dominant dans toute la Scandinavie viking, mais la charrue était également connue. Le moulin à eau est une exception, mais il est tout de même attesté dès le IXe siècle.

### Artisanat
En plus d'être des places de transit et de négoce pour les matières premières, les comptoirs vikings étaient des lieux d'artisanat. On trouve donc des forgerons, des bijoutiers, des artisans travaillant les os, les bois de cervidés, le cuir, le bois ou l'ambre. D'après les fouilles archéologiques, York était spécialisée dans le travail du bois ; Dublin produisait des épingles. Ribe, Ahus (dans le sud de la Suède) et Paviken (sur l'île de Gotland) étaient des centres de verrerie tandis qu'on travaillait la stéatite à Kaupang. Les Vikings des IXe et Xe siècles ont forgé, des épées (en) dans un acier de très haute qualité, les Ulfberht. Certains théoriciens supposent que l'acier de ces armes étaient importés d'Inde, via la route commerciale de la Volga, d'autres supposent que la forge à l'origine de ces armes serait franque.

### Vaðmál et fausse fourrure
Tissu filé à la maison produit par la toison des moutons. Habillant toute la population, utilisé pour la literie, tapisseries, bagages, cadeau pour les rois, de monnaie d'échange et surtout pour les voiles des bateaux vikings. « Sans exagérer, les voyages des Vikings n'ont été possibles que grâce aux voiles tissées par les femmes ». Les femmes inventèrent également une nouvelle forme de tissu (la fausse fourrure) tirées directement de la toison sans être traitées et placées régulièrement dans le tissu pendant le tissage, donnant l'aspect du pelage. Cela permettait de répondre au goût de luxe de l'époque où les hommes aimaient porter la fourrure alors que l'Islande était dépourvue de faune.

## Héritage

### Héritage linguistique
Les Scandinaves de l'âge des Vikings parlaient le vieux norrois, une langue germanique. Elle n'est plus parlée aujourd'hui mais l'islandais et le féroïen en sont toujours restés plus proches que les autres grandes langues scandinaves. Ailleurs, des éléments linguistiques issus du norrois sont perceptibles dans la toponymie normande, britannique et, dans une moindre mesure, irlandaise. On trouve également de nombreux noms de familles normands issus d'anthroponymes scandinaves (Toutain, Anquetil, Estur, Doudement, Turgis, Théroulde, etc.).
Les langues et dialectes eux-mêmes ont conservé des éléments lexicaux essentiellement, mais aussi des éléments grammaticaux : l’anglais principalement (booth, mug, take, they, are), le mannois, le gaélique, le normand ((é)griller « glisser », tierre « longe, corde », falle « plastron, gorge », grade, garde « groseille », brumant « nouveau marié », flie « patelle », (i)èbbe « marée basse », etc.). Les termes relatifs aux techniques maritimes sont pour la plupart passés en français (hauban, hune, cingler, etc.). On trouve aussi quelques mots concernant la flore et la faune marine (varech, marsouin, etc.), ainsi que des découvertes géographiques.
L'ancien français aurait compté 152 mots issus de l'ancien scandinave, alors qu'il n'en compte plus que 49 aujourd'hui. On peut citer quelques termes, souvent en rapport avec le domaine maritime entrés dans le français par l'intermédiaire du normand, à de rares exceptions près : agrès, carlingue, cingler (altération de l'ancien normand sigler < ancien scandinave sigla), crabe, crique (< kriki), duvet (altération du normand dun, dunet < ancien scandinave dúnn), étrave (anc. norm. estable, estave < anc. scand. stafn), flâner (texte de Rouen < flana), garer (< vara, sens premier « amarrer un navire »), girouette (gallo de la Loire guiroie), guichet (< normand méridional < anc. normand occidental wiket), hauban, homard, hune, joli (peut-être dérivé du nom d'une fête scandinave, júl, fête païenne du début de l'hiver), quille, marsouin, ris, turbot, varech, vague.
L'anglais a conservé via le normand, et pendant longtemps, la tradition scandinave qui consiste à ajouter le nom du père à celui du fils par l'emploi du préfixe fitz. Par exemple Osbern a pour fils Roger FitzOsbern, c'est-à-dire « fils d'Osbern ». Cette coutume est bien attestée dans les familles nobles normandes à l'époque ducale et reproduit l'ancienne tradition norroise qui consiste à ajouter la terminaison -son « fils » au nom du père pour nommer le fils. Elle se perpétue encore de nos jours dans les noms islandais, sous forme d'une terminaison -son pour un garçon et -dottir pour une fille.
La Russie leur doit son unification identitaire, son système patronymique et une partie de sa structure linguistique.

### Mythes et représentations

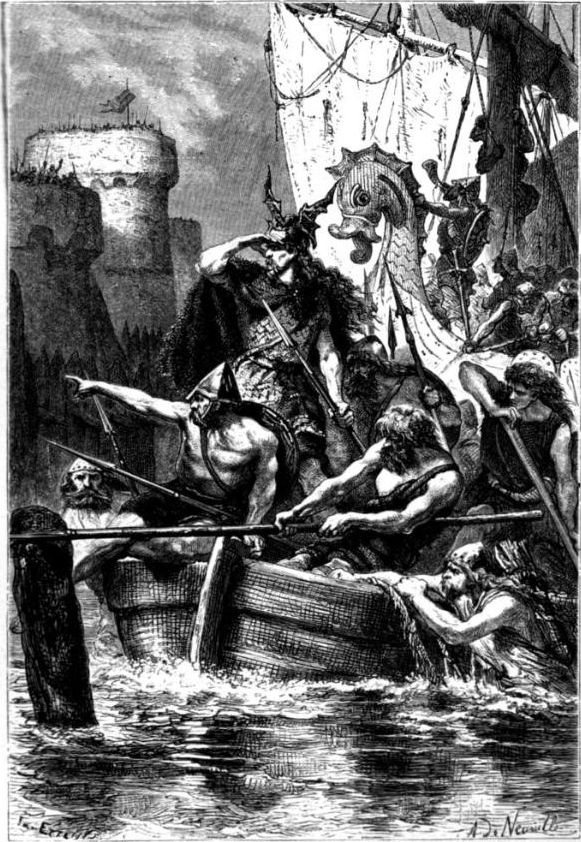
Représentation des Vikings au XIXe siècle.

L’Occident leur doit un héritage culturel et légendaire qui a inspiré la littérature et l’imaginaire européen. Les pays nordiques usent de cet attrait pour leur promotion touristique. Et l’image toujours subjective des Scandinaves d’aujourd’hui est encore teintée d’admiration et on leur prête encore les qualités de leurs ancêtres, à savoir : bravoure, audace, curiosité, ingéniosité… Le mythe s’est par ailleurs chargé d’idées fausses. Les Vikings n'étaient ni gros ni barbus contrairement à l'image que l'on se fait d'eux. L'image des Vikings se limite souvent à celle de guerriers sanguinaires. Plusieurs historiens (Pierre Bauduin, Régis Boyer) essaient de réhabiliter les Hommes du Nord en révélant leurs différentes facettes.

#### Stéréotypes
Le Viking est souvent représenté comme un homme qui combat, massacre, pille et détruit. Cette vision doit largement aux récits contemporains des ecclésiastiques. Très affectés par les raids, ces auteurs peignent les hommes du Nord comme des barbares pour renforcer leur image de païens et ainsi les diaboliser. Les pierres runiques et les sagas scandinaves ne sont pas en reste puisqu'elles ont tendance à glorifier la violence et la bravoure guerrière de leurs personnages. En dépit d'exagérations, ces différents récits recèlent une part de vérité. Les Vikings savaient se montrer cruels et violents, afin d'entretenir la terreur parmi les populations occidentales et obtenir plus facilement d'elles des danegelds (tribut). La violence relevait donc plus d'une stratégie d'intimidation.

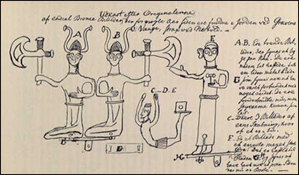
Figurines de Grevensvænge.

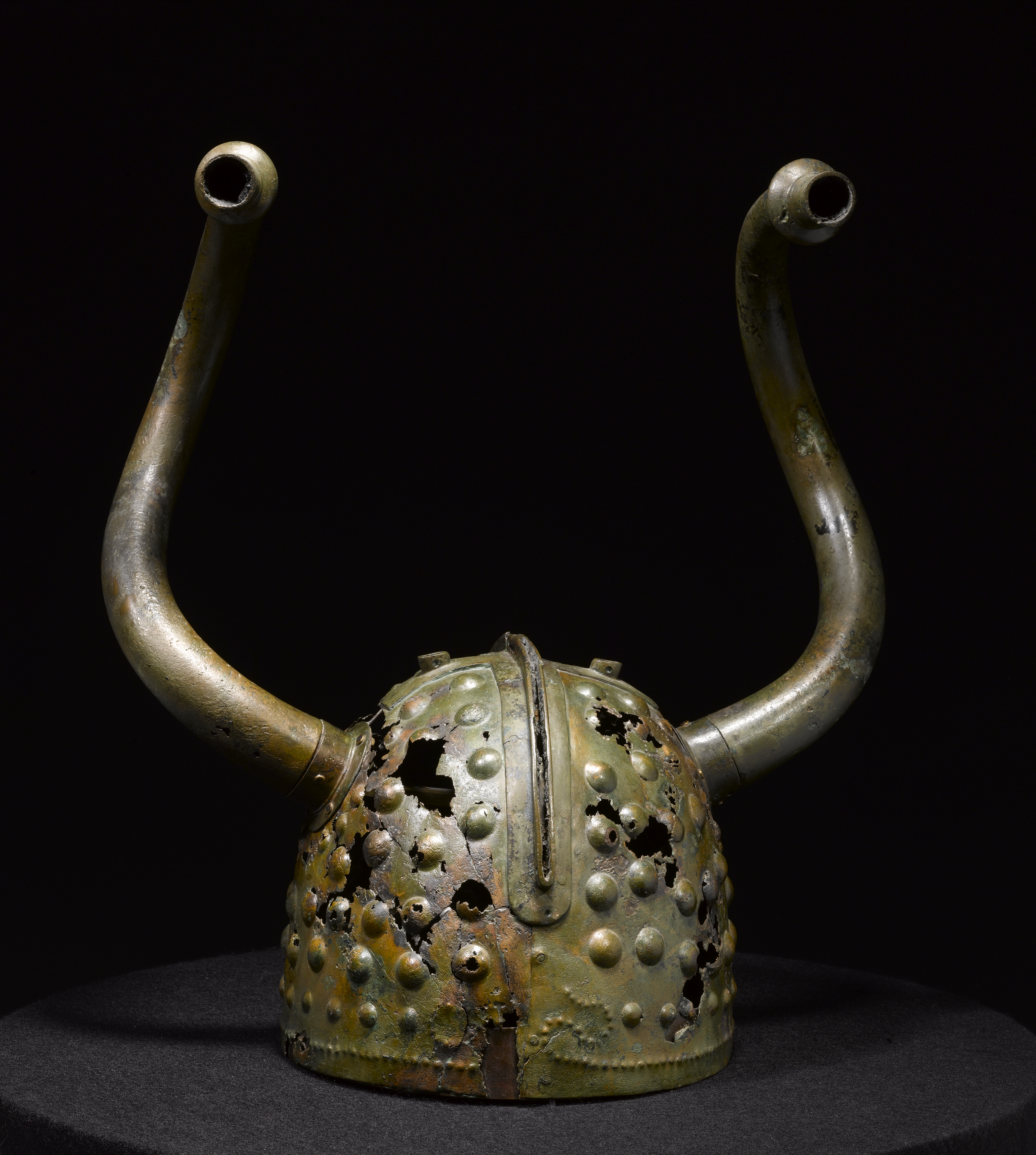
Casque de Veksø.

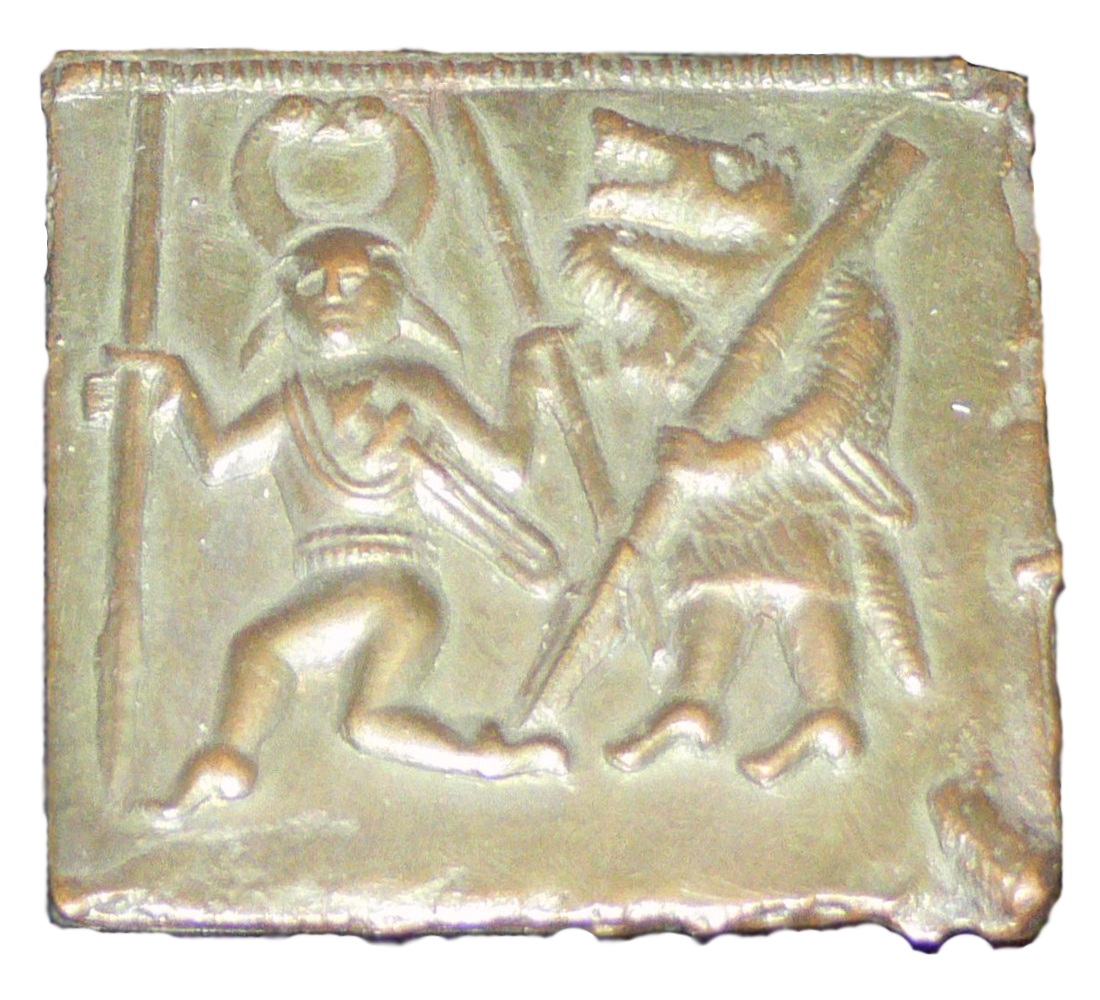
Plaque de bronze de Torslunda représentant non pas un guerrier viking mais le dieu Odin borgne avec ses étranges oreilles, ses lances et ses cornes.

Pour mieux juger la mentalité guerrière des Vikings, une comparaison avec les peuples contemporains est éclairante. Les valeurs guerrières scandinaves - bravoure, générosité du chef qui redistribue les richesses captées entre ses compagnons - se retrouvent chez les Mérovingiens, les Carolingiens et plus tard, chez les chevaliers. Il faut aussi rappeler qu'en ce haut Moyen Âge, les Scandinaves n'avaient pas le monopole de la cruauté. Fustel de Coulanges voit dans la royauté mérovingienne « un despotisme tempéré par l'assassinat ». À la fin du VIIIe siècle, la conquête de la Saxe par les Francs de Charlemagne s'est accompagnée de massacres, de destruction et de conversions forcées, comme le prévoit le Capitulaire De partibus Saxoniae. Enfin, l'historien Peter Hayes Sawyer souligne que ces Vikings dont les sagas ou les chroniques relatent les ravages et les tueries ne forment qu'une minorité des Scandinaves. Il s'agit en fait de l'élite aristocratique.
Des points plus précis dans la représentation des Vikings méritent également d'être remis en cause. Ils n'ont par exemple jamais bu dans le crâne de leur ennemi, fantasme dû à une traduction malheureuse de « la branche courbe du crâne », une expression qui désigne en réalité une corne. Celle-ci était employée par les Scandinaves de l'époque viking pour boire lors de festins et cérémonies.
Autre remise en cause, les Vikings ne portaient pas de casques à cornes (heaume lourd et encombrant, peu pratique pour le combat), à l'exception de demandes en mariage pour montrer leur richesse, et lors des grandes cérémonies. Cette imagerie mythique a été développée par les artistes pompiers vers la fin du XIXe siècle (tel l'artiste August Malmström qui illustre la saga Friðþjófs saga hins frœkna (en) du poète suédois Esaias Tegnér), puis popularisé par des opéras comme Ring de Wagner (le costumier de l’épopée wagnérienne Carl Emil Doepler dotant certains protagonistes de casques à cornes en 1876), des bandes dessinées comme Astérix ou Hägar Dünor et de nombreuses autres fictions, notamment les films hollywoodiens. En revanche leur casque pouvait avoir des « lunettes » ou un nasal (en) (tige de fer devant le nez, comme l’atteste la tapisserie de Bayeux) qui lui donne un air de casque grec. De plus ces casques en métal n'étaient les attributs que des riches guerriers, les autres portant des casques de cuir. Enfin, certaines découvertes d’artefacts scandinaves peuvent prêter à confusion (figurines de Grevensvænge (en), casques de Veksø (da) de l'âge du bronze).

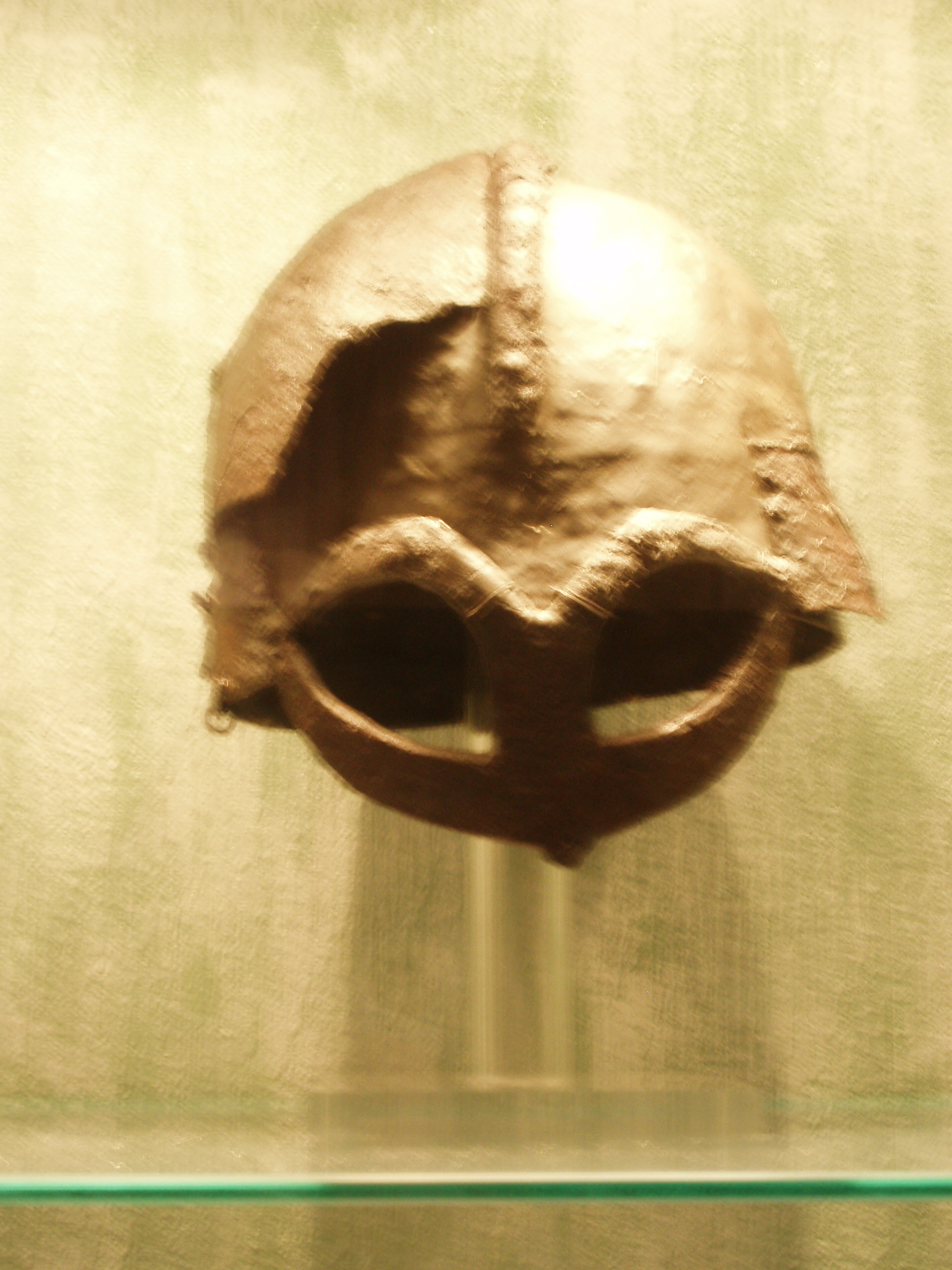
Casque à lunettes : casque viking de Gjermundbu, Xe siècle
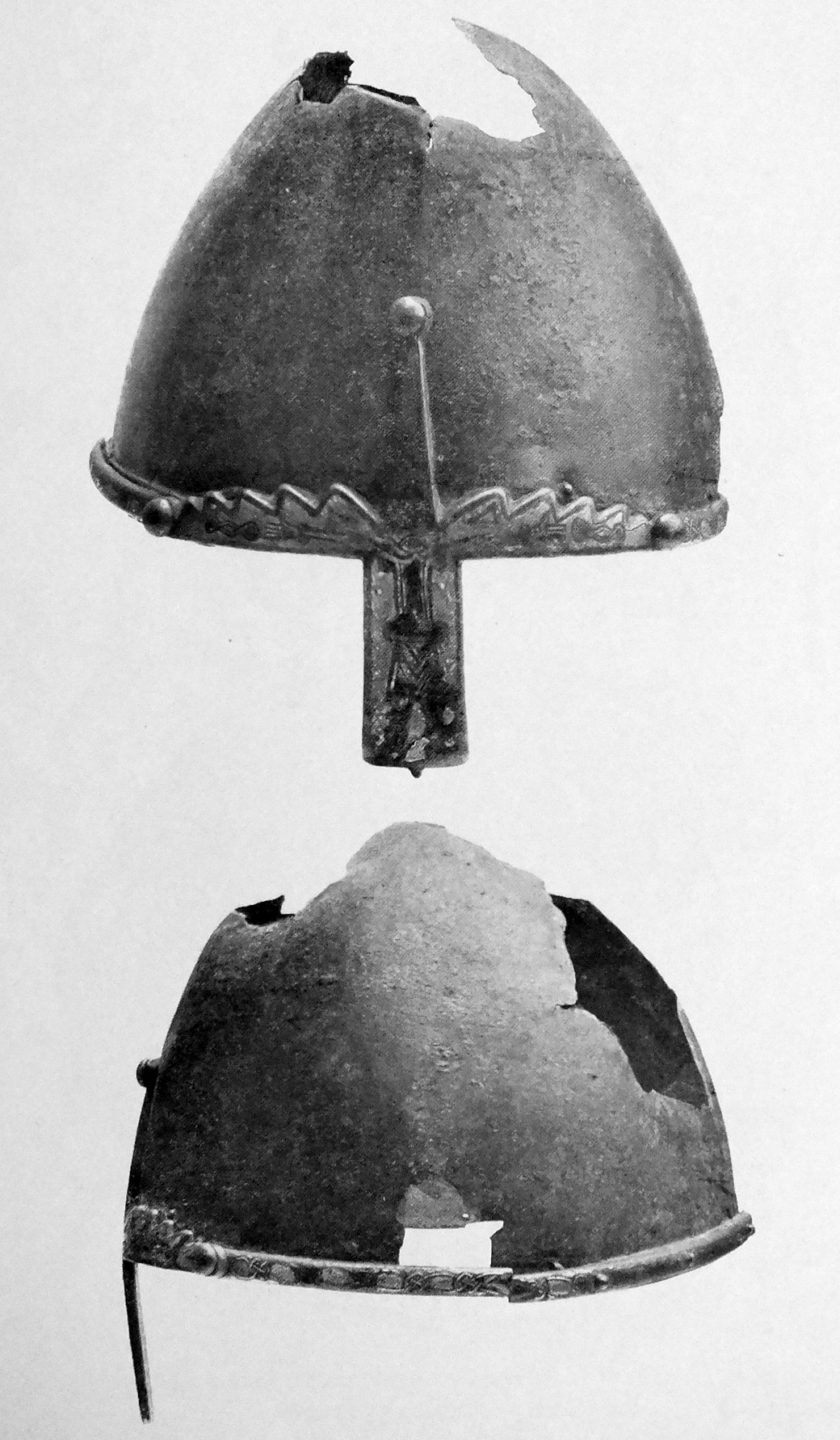
Casque à nasal : casque de Saint-Wenceslas, Xe siècle

#### Évolution de la représentation

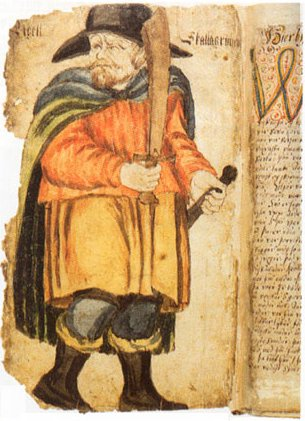
Représentation du scalde viking Egill Skallagrímsson dans la saga d’Egill.

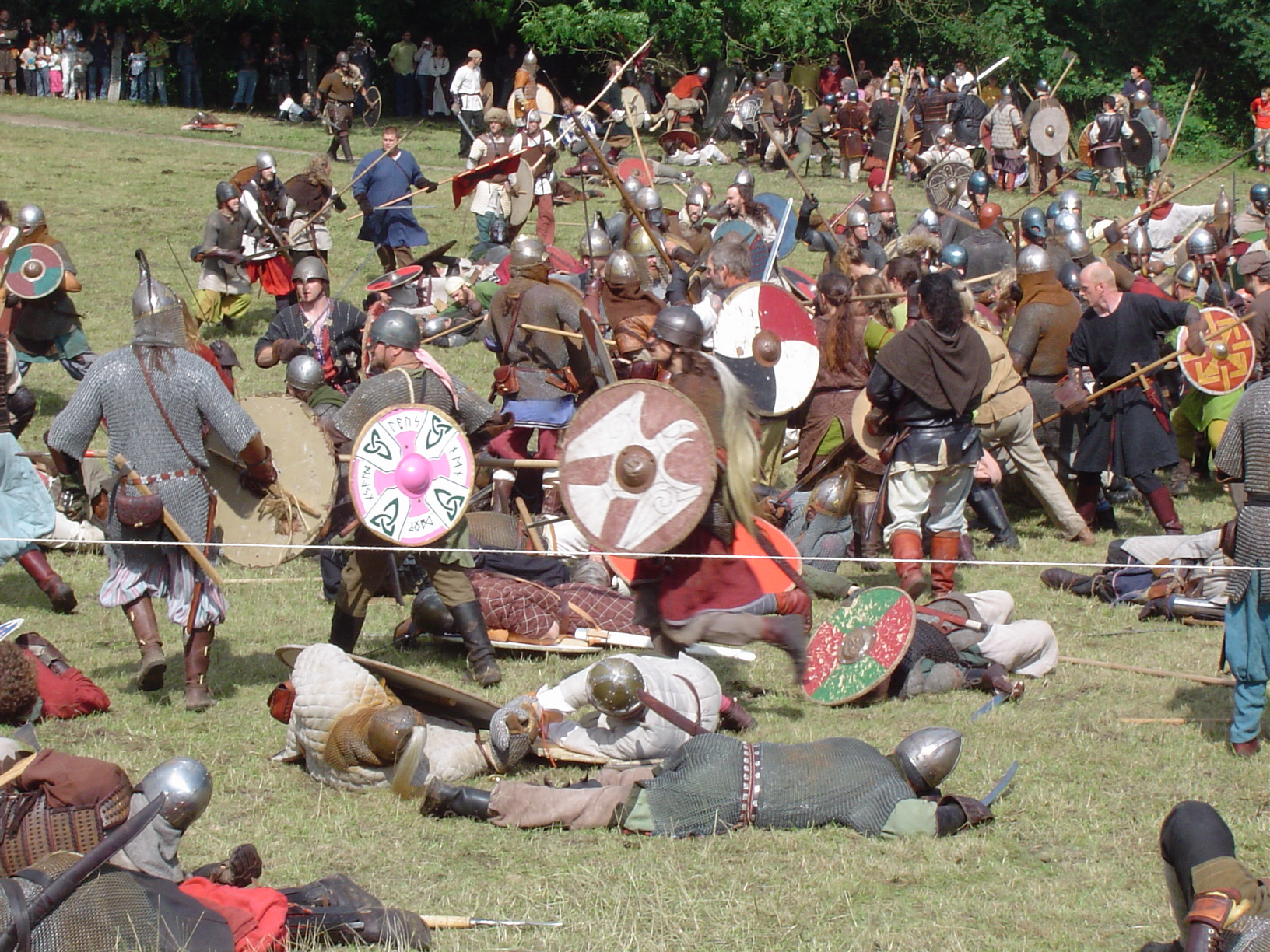
Reconstitution d'un combat viking. Danemark, 2005.

Si au Moyen Âge les Vikings sont vus en Occident comme les suppôts du diable, une réhabilitation s'opère à partir des XVIIe et XVIIIe siècles, notamment avec les monarchies scandinaves qui font du viking un des mythes fondateurs de leur histoire nationale (à travers la littérature, la collecte des éléments de la mythologie), ou avec Montesquieu et Mallet qui voient dans l'aristocratie guerrière viking qui se choisit ses chefs un rempart contre l'absolutisme. Selon Régis Boyer, ce changement d'optique doit probablement au développement du « mythe du Nord » qui excite l'imagination des écrivains. Au siècle des Lumières, les Vikings sont considérés comme le berceau de la chevalerie. Issu d'un Nord plus pur, ils auraient régénéré l'aristocratie et puni l'Église de ses égarements. Les Romantiques s'emparent plus tard de ces Nordiques. Ils les considèrent comme des hommes libres et admirent leur goût pour l'aventure maritime. Leur bravoure et leur courage sont loués. Ainsi au début du XIXe siècle, le nationalisme romantique ravive les monarchies scandinaves alors en déclin, avec notamment des groupes d'étudiants comme la Ligue gothique (en) qui font du Viking la figure mythologique du Nordique héroïque.
Les historiens et archéologues constatent qu'en quelques générations, ils se fondirent dans la population selon le processus d'acculturation voire d'assimilation. Plus rien ne les distinguait des autochtones. Ce fut le cas en Normandie, en Russie ou en Irlande du Sud. Régis Boyer s'amuse aussi de la bravoure légendaire des Vikings. Leur tactique, conséquence de leur faible nombre, se résumait à des attaques surprises de lieux en général mal ou pas défendus. Les exceptions au principe posé par Régis Boyer sont cependant nombreuses : Paris, Bordeaux, Toulouse, Narbonne, Dax, Hambourg, Lisbonne, et quelques autres cités européennes ne peuvent être considérées comme des lieux mal défendus. Lucides et non téméraires, ils préfèrent se retirer quand l'ennemi est supérieur ou leur résiste vigoureusement. En 885, ils abandonnent le siège de Paris défendue par Gozlin et le comte Eudes. Mais, loin de se retirer, ils poursuivent leur remontée du fleuve et ravagent la Bourgogne. En Angleterre, après de nombreuses batailles, Alfred le Grand, les refoule au nord de la Tamise, mais les Vikings restent maîtres de l'Est-Anglie, d'une partie de la Mercie et de la Northumbrie où ils fondent le Danelaw. Régis Boyer prétend également que les Vikings évitent les batailles car ils sont toujours battus si une armée les contraint au combat. Ce principe peut cependant une fois encore se voir contredit par de nombreux exemples. Il suffit de lire les Annales Royales franques, les Annales de Xanten ou les Annales de Metz pour découvrir trace de plusieurs batailles rangées remportées par les Scandinaves sur les Francs.
Actuellement, des associations de reconstitution historique viking réactivent le mythe du guerrier scandinave mais réalisent également un travail historique par leurs recherches documentaires et leurs travaux d'archéologie expérimentale.

### Dans la culture populaire

#### Télévision
- 2013-2020 : Vikings.
- 2013-2018 : The Originals, spin-off de The Vampire Diaries, met en scène la famille des Mikaelson, les vampires originaux de plus de 1 000 ans née à l'époque viking.
- 2015 - en cours : The Last Kingdom. Il s'agit de l'adaptation de The Saxon Stories de Bernard Cornwell.

#### Littérature
Aujourd'hui, la bande dessinée développe une autre représentation des Hommes du Nord. Ils deviennent des personnages truculents et burlesques[réf. nécessaire].
La mythologie scandinave se retrouve dans le roman Everworld où les héros rencontrent des vikings.
- 2010 : Les Vikings de Novgorod, Marina Dédéyan[148].
- 2014 : Vikingar - Le Danegeld, Cindy et Laura Derieux[149]

#### Bande dessinée
- Astérix et les Normands et La grande traversée, albums publiés en 1966 et 1975 : dans ces deux albums d'Astérix, les vikings et les normands sont deux peuples différents (parlant deux langues différents) bien qu'issus de Scandinavie tous deux.
- Vinland saga, série de manga de Makoto Yukimura, toujours en cours de publication.
- Thorgal, série de bandes dessinées fantastiques utilisant la mythologie viking.

#### Théâtre
- 2011 : Les Vikings, Puy du Fou

#### Cinéma
- 1907 : Vikingeblod, film muet danois de Viggo Larsen
- 1907 : The Viking's Bride, film muet britannique de Lewin Fitzhamon
- 1908 : The Viking's Daughter, film muet américain de J. Stuart Blackton
- 1914 : The Viking Queen, film muet américain de Walter Edwin
- 1914 : The Oath of a Viking, film muet américain de J. Searle Dawley
- 1928 : Les Vikings (The Viking), film américain de Roy William Neill, premier long métrage en Technicolor et avec bande son
- 1931 : The Viking, film américain de Varick Frissell
- 1958 : Les Vikings, film américain de Richard Fleischer
- 1981 : Outlaw: The Saga of Gisli (en), film islandais de Ágúst Guðmundsson
- 1989 : Erik, le Viking, film britannique de Terry Jones
- 1999 : Le 13e Guerrier, film américain de John McTiernan
- 2006 : Astérix et les Vikings, réalisé par Stefan Fjeldmark et Jesper Møller, adaptation de la bande dessinée Astérix et les Normands
- 2006 : Pathfinder, film réalisé par Marcus Nispel
- 2008 : Outlander : Le Dernier Viking, film de science fiction d'Howard McCain se déroulant à l'époque des Vikings
- 2009 : Le Guerrier Silencieux, film britannico-danois réalisé par Nicolas Winding Refn
- 2009 : Dragons (How To Train Your Dragon), film d'animation fantastique de Dean DeBlois et Chris Sanders (bien que la musique soit d'inspiration celte)
- 2012 : Drakkar, film britannique de Chris Row, avec Marc Pickering
- 2013 : Dagmar : L'Âme des vikings, film norvégien de Roar Uthaug
- 2014 : Dragons 2, film d'animation et d'aventure fantastique de Dean Deblois

#### Personnages de fiction
- Hägar Dünor
- Hultrasson
- Prince Vaillant
- Thorgal
- Vic le Viking
- Thorfinn (Vinland Saga)
- Eric Northman
- Ingmar
- Ragnar Lodbrok

#### Jeux vidéo
- Dans The Elder Scrolls V : Skyrim, l'intrigue se passe dans la région de Bordeciel (Skyrim en anglais), une contrée nordique. Les noms sont tirés de la culture vikings.
- Dans Age of Empires II: The Age of Kings, les Vikings sont une civilisation jouable, alors que dans Age of Mythology, on retrouve la civilisation des Scandinaves, qui propose de choisir une divinité parmi Odin, Thor et Loki.
- Dans Ryse : Son of Rome, les Vikings sont présentés comme des barbares sauvages.
- Dans For Honor, les Vikings sont présentés comme des barbares sanguinaires tuant samouraïs et chevaliers.
- Dans The Witcher 3, on assiste à des funérailles vikings dans l'archipel Skellige, les chefs y portent le titre de Jarl et les maisons comportent des sculptures décoratives de type scandinave. Les Skelliges sont présentés comme des pillards, rustres et querelleurs.
- Dans God of War (2018), l'intrigue ne se déroule plus dans un monde mythologique grec, mais dans les mondes de la mythologie viking.
- Dans Assassin's Creed Valhalla (2020), l'intrigue se déroule à la fin du IXe siècle dans le cadre des raids vikings en Angleterre.

#### Sources médiévales
- Abbon de Saint-Germain-des-Prés, Histoire du siège de Paris par les Normands.
- Alfred le grand, Orosius.
- Annales de Saint-Bertin, IXe siècle.
- Chronique de Nestor, début du XIIe siècle.
- Dudon de Saint-Quentin, De moribus et actis primorum Normanniae ducum.
- Ibn Fadlân, Voyage chez les Bulgares de la Volga, Xe siècle vers 921.
- Snorri Sturluson (trad. du vieux norrois par François-Xavier Dillmann), Histoire des rois de Norvège [« Heimskringla »], Paris, Éditions Gallimard, coll. « L'aube des peuples », 2000, 706 p. (ISBN 2-07-073211-8).

#### Ouvrages modernes
- Dragons et drakkars : le mythe viking de la Scandinavie à la Normandie, XVIIIe – XXe siècle, Caen, Musée de Normandie, 1996.
- Les Vikings : les Scandinaves et l’Europe 800-1200, Paris, AFAA, 1992.
- Pierre Bauduin, Les Vikings, Paris, Presses universitaires de France, coll. « Que sais-je? » (no 1188), 2004, 126 p. (ISBN 978-2-13-054127-1, OCLC 300274559)
- Régis Boyer, Le mythe viking dans les lettres françaises, Paris, Editions du Porte-Glaive, 1986, 236 p. (ISBN 978-2-906468-00-9)
- Régis Boyer, Héros et dieux du Nord guide iconographique, Paris, Flammarion, coll. « Tout l'art. Encyclopédie », 1997, 185 p. (ISBN 978-2-08-012274-2)
- Régis Boyer, L’Art viking, Tournai, Renaissance du livre, 2001
- Régis Boyer, Au nom du Viking : entretiens avec Jean-Noël Robert, Paris, Belles lettres, 2002 (ISBN 978-2-251-44200-6)
- Régis Boyer, Les Vikings : histoire et civilisation, Paris, Éditions Perrin, coll. « Tempus », 2002, 442 p. (ISBN 2-262-01954-1).
- Régis Boyer, Les Vikings, Paris, Le Cavalier bleu, 2002, 125 p. (ISBN 978-2-84670-040-5, lire en ligne)
- Régis Boyer, Les Vikings (800-1050), Paris, Hachette, 2003  (ISBN 978-2-01235-690-0)
- Régis Boyer (dir.), Les Vikings, premiers Européens : VIIIe – XIe siècle : les nouvelles découvertes de l'archéologie : (actes du colloque international tenu en Sorbonne, octobre 2004), Paris, Éd. Autrement, coll. « Mémoires : histoire » (no 119), 2005, 284 p. (ISBN 978-2-7467-0736-8, BNF 40048660)
- Régis Boyer, Le Christ des Barbares : le monde nordique, IXe-XIIIe s, Paris, Éditions du Cerf, coll. « Jésus depuis Jésus », 1987, 155 p. (ISBN 978-2-204-02766-3 et 2-204-02766-9, BNF 36628758), p. 33.
- Régis Boyer, Les Vikings : Histoire, mythes, dictionnaire, Paris, Éditions Robert Laffont, 2008, 912 p. (ISBN 978-2-221-10631-0)
- Carey, Brian Todd. “Technical marvels, Viking longships sailed seas and rivers, or served as floating battlefields, ” Military History 19, no. 6 (2003): 70-72.
- Anne Civardi, James Graham-Campbell, Stephen Cartwright, L’Aventure des Vikings, Paris, Bordas, 1978.
- Yves Cohat, Les Vickings : rois des mers, Paris, Éditions Gallimard, coll. « Découvertes Gallimard / Histoire » (no 13), 1987, 176 p. (ISBN 978-2-07-053027-4)
- Sigurd Curman, Objets d’art d’origine suédoise des X premiers siècles de notre ère, Stockholm, Nordisk rotogravyr, 1933.
- Alain Decaux et André Castelot, Dictionnaire d’Histoire de France, Éditions Perrin, 1981 (ISBN 978-2-7242-3080-2).
- Frédéric Durand (préf. François-Xavier Dillmann), Les Vikings et la mer, Paris, Errance, coll. « Hespérides », 1996, 135 p. (ISBN 978-2-87772-118-9)
- Pierre Efratas, Hrólf le vagabond. Chant I, De la Norvège au Dal Riada : Le Mystérieux Viking fondateur de la Normandie, Coudray-Macouard, Cheminements, coll. « Histoire pour l'histoire », 2005, 499 p. (ISBN 978-2-84478-374-5, lire en ligne)
- Oddveig Foldøy, Inga Lundström, Le Viking dans l’identité norvégienne, Stavanger, Musée Archéologique de Stavanger, 1995
- Forte, Angelo. Oram, Richard. Pedersen, Frederik. Viking Empires. Cambridge: Cambridge University Press, 2005.
- James Graham-Campbell, Colleen Batey, Atlas du monde viking, Paris, Fanal, 1994
- René Guichard, Les Vikings, créateurs d’États : Islande et Norvège ; découvreurs de nouveaux mondes : Érik le Rouge au Groenland en l’an 982, Leif l’Heureux au Vinland en l’an 1000, Paris, A. et J. Picard, 1972.
- Charles Guyot, E. Wegener, Le Livre des Vikings d’après les anciennes sagas, Paris, Piazza, 1924.
- Anders Hagen, Les Bateaux vikings, Oslo, Universitetets Oldsaksamling, 1961.
- Roar Hauglid, Art norvégien, mille ans de tradition viking, Paris, Les Presses Artistiques, mars-mai 1954
- John Haywood, Atlas des Vikings, Paris, Autrement, 1995  (ISBN 2-86260-569-7).
- Henry, Francoise. Irish Art in the Early Christian Period. London: Methuen & Co. Ltd., 1940.
- Hudson, Benjamin. Viking Pirates and Christian Princes: Dynasty, Religion, and Empire in North America. Oxford: Oxford University Press, 2005.
- Angus Konstam, Atlas historique du monde viking, [S.l.], Succès du Livre, 2004
- Gutorm Gjessing, Les bateaux vikings, Oslo, J. Petlitz Boktrykkeri, 1955
- Claudine Glot, Michel Le Bris, L’Europe des Vikings, Paris, Hoëbeke, 2004
- Maier, Bernhard. The Celts: A history from earliest times to the present. Notre Dame, Indiana: University of Notre Dame Press, 2003.
- Margaret Mulvihill, Les Drakkars vikings, Tournai ; Montréal, Gamma ; Saint-Loup, 1990.
- Hélène Ouellet, Les Transformations de la représentation du Viking en Angleterre, VIIIe siècle XIe siècle. Bilan de l’historiographie anglaise du XXe siècle, Ottawa, Bibliothèque nationale du Canada, 1995
- Jean Renaud, Archipels norrois : Orcades, Shetland et Hébrides dans le monde viking, Göppingen, Kümmerle, 1988.
- Jean Renaud, Les Dieux des Vikings, Rennes, Éd. "Ouest-France, septembre 1996, 203 p. (ISBN 978-2-7373-1468-1).
- Jean Renaud, Les Vikings en France, Éditions Ouest-France (Édilarge), exclusivité pour le Grand Livre du Mois, 2000 (ISBN 978-2-73732-617-2).
- Roger Renaud, L’Explosion viking ou l’Agonie d’un monde (Préface de Robert Jaulin), Publications de l’université Denis Diderot-Paris 7, 1998, 272 p.
- Élisabeth Ridel, L’Héritage maritime des Vikings en Europe de l’Ouest, Caen, Presses universitaires de Caen, 2002.
- Thorleif Sjøvold, Les Vaisseaux vikings : de Gokstad, d’Oseberg et de Tune : brève introduction illustrée, Oslo, Dreyer, 1954.
- Elis Wadstein, Le Mot viking : anglo-saxon wicing, frison wising, etc., Gotenb, Elanders boktryckeri Aktibolag, 1925.
- Robert Wernick, L’Épopée Viking, Amsterdam, Time-Life, 1980.
- (en) Viking Trade and Settlement in Continental Western Europe, Iben Skibsted Klaesoe, 2010  (ISBN 978-8-76350-531-4).